# 富良野市

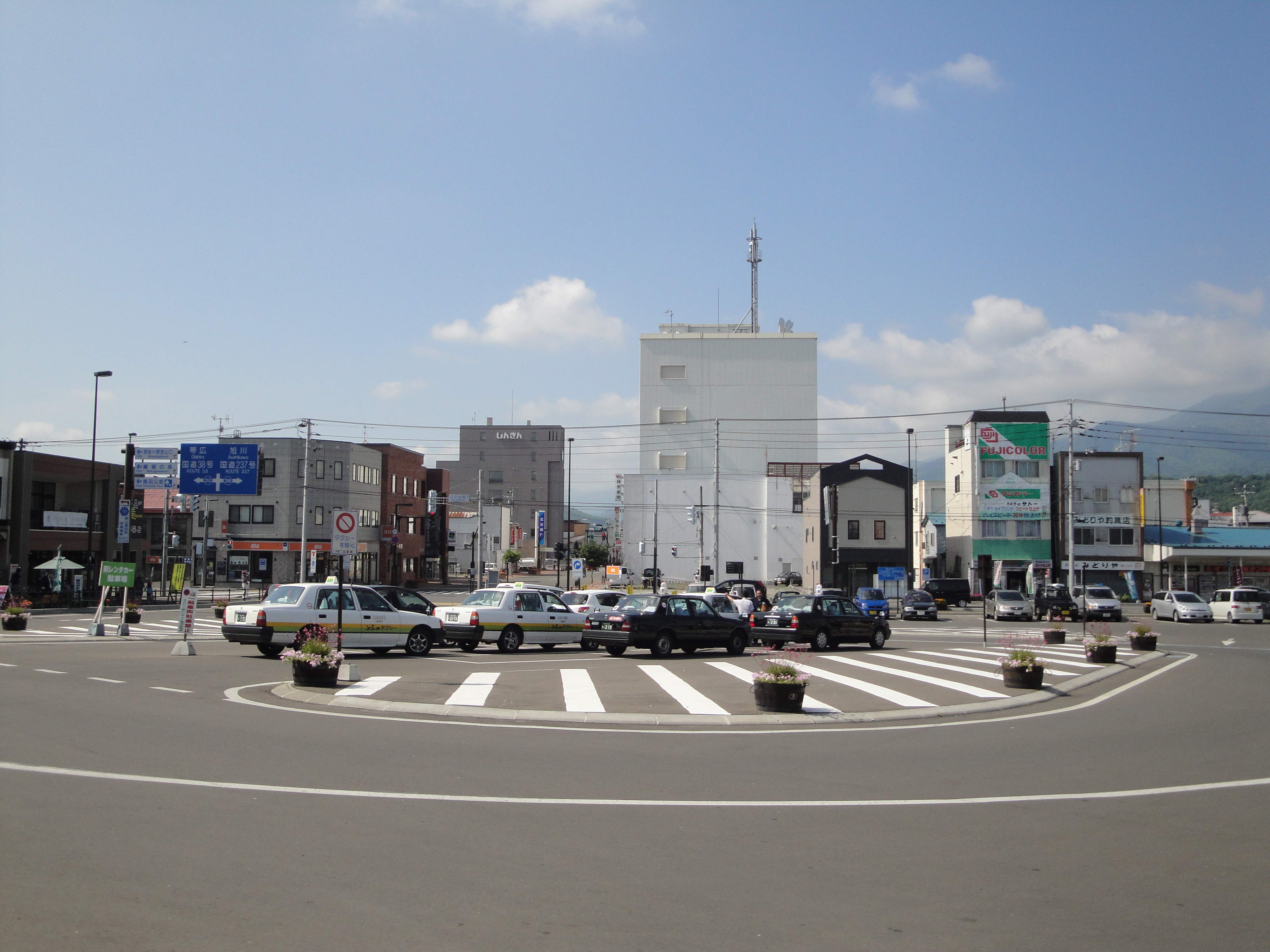
富良野駅前中心市街地

富良野市（ふらのし）は、北海道北部（道北地方南部）に位置し、上川総合振興局に属する市。

## 概要
北海道のほぼ中央にあり、富良野盆地の中心都市になっている。『国民体育大会』スキー競技会、『全日本スキー選手権』、『FISワールドカップ』を開催し、テレビドラマ『北の国から』の反響によって多くの旅行者が訪れるようになり（フィルムツーリズム）、周辺地域を含めて北海道を代表する観光地になっている。富良野市を含む6市町村で「富良野・美瑛観光圏」を形成している。
1991年（平成3年）、「富良野市（麓郷）」として「美しい日本のむら景観百選」、2001年（平成13年）に「ふらののラベンダー」として環境省から「かおり風景100選」、「十勝岳山麓に広がる田園風景」として「人と自然が織りなす日本の風景百選」に選定されている。市町村の魅力度ランキング調査ではトップ10にランクインする都市になっている。
近年は世界最高峰といわれる雪質の良さから「北海道パウダーベルト」と呼ばれ、オセアニアやアジア・北米からのスキー滞在客も増加している。

### 地名の由来
市名の由来は、アイヌ語の「フラヌイ」（hura-nu-i 臭・もつ・所）が転訛したとする説が有力であり、十勝岳を水源とする富良野川が硫黄の臭気を含むことから呼ばれたと考えられている 。

## 地理

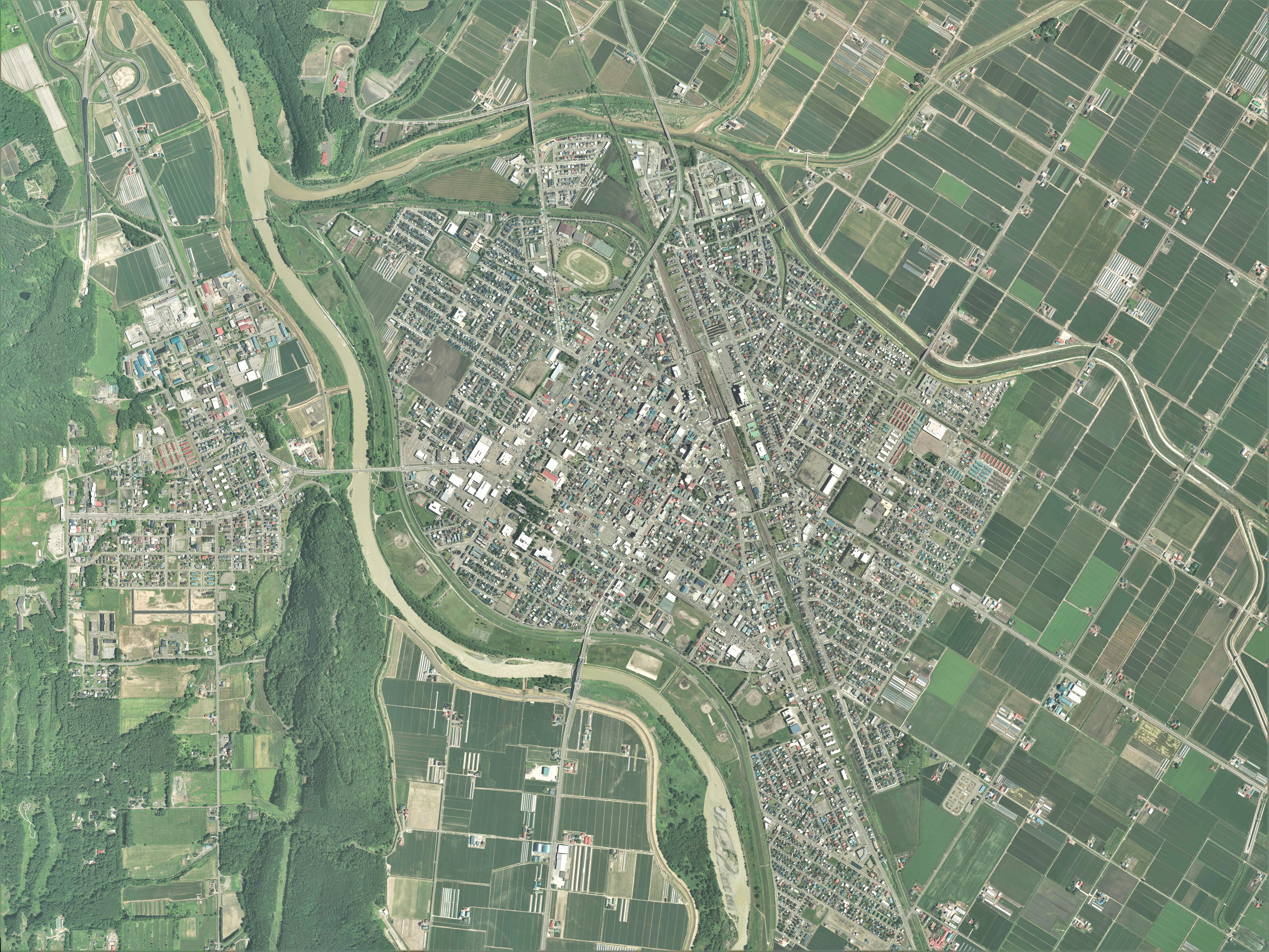
富良野市中心部周辺の空中写真。2018年7月8日撮影の20枚を合成作成。
。

市域は東西約32.8 km、南北約27.3 km、周囲約133.0 km、面積は600.71 km2となっている。東方に大雪山国立公園の大雪山系十勝岳連峰、西方に富良野芦別道立自然公園の夕張山地芦別岳、南方には東京大学大学院農学生命科学研究科附属演習林北海道演習林（東京大学北海道演習林）があり、市域の約7割を山林が占めている。

### 地形

#### 山地
主な山
- 富良野岳（1,912 m）
- 大麓山（1,460 m）
- 丸山（843 m）
- 一ノ山（858 m）
- 築柴岳（581 m）
- 富良野西岳（1,331 m）
- 芦別岳（1,727 m）

#### 河川
主な川
- 空知川
- 富良野川
- ヌッカクシ富良野川
- ベベルイ川
- 布札別川
- 西達布川

主な滝
- 不動の滝
- 二段ノ滝
- 勝竜の滝

#### 湖沼
主な湖
- 東郷ダム

主な沼
- 鳥沼

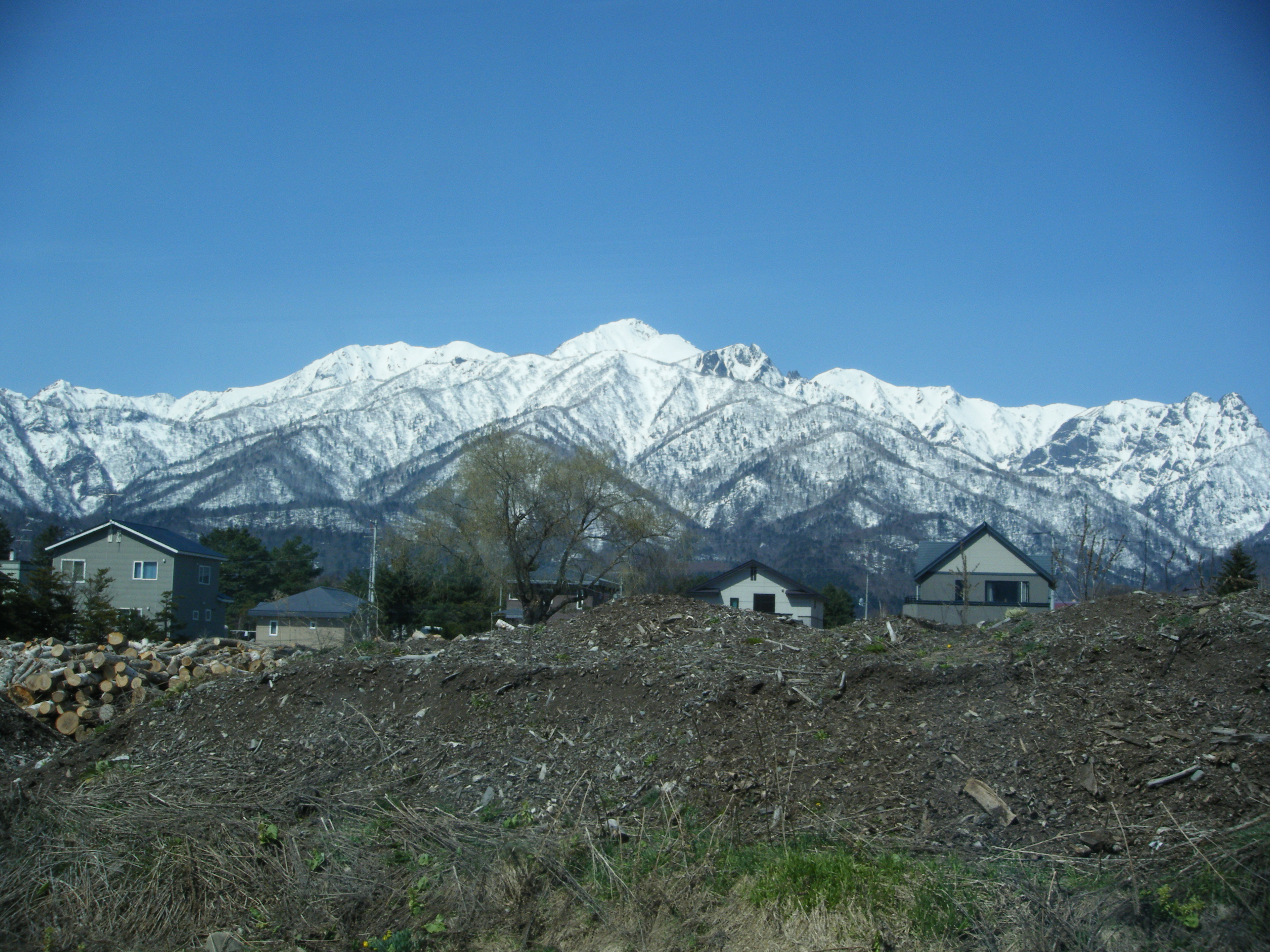
芦別岳（2008年4月）
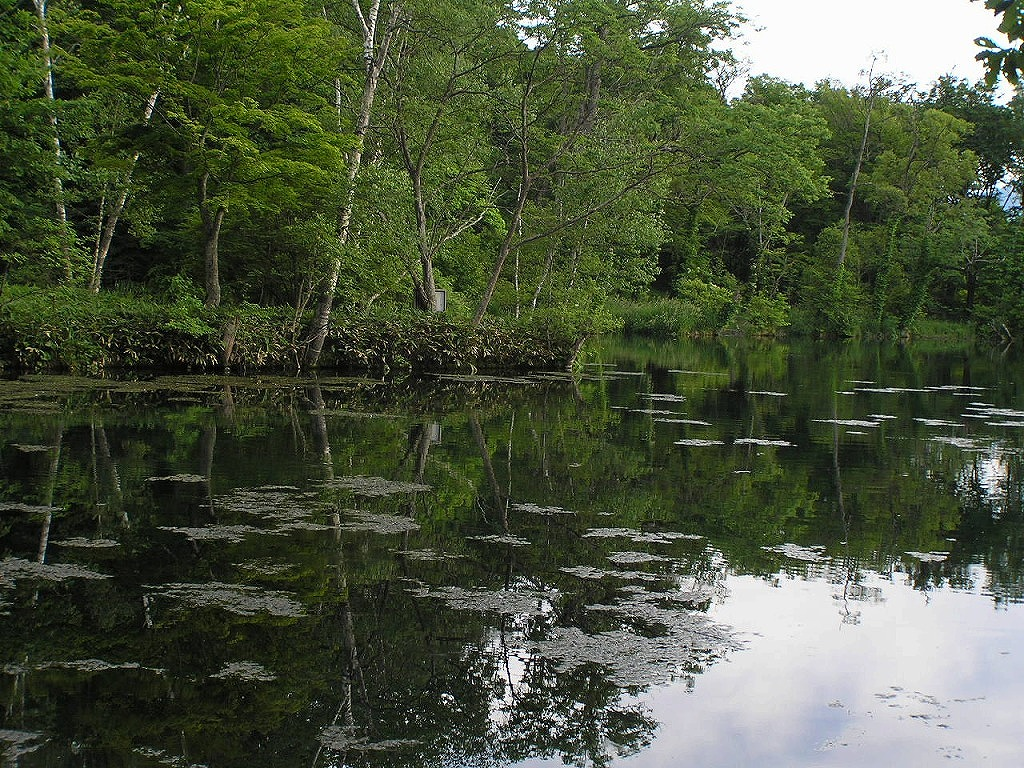
鳥沼公園の沼（2006年6月）

### 人口
| |                                          |  |
| 富良野市と全国の年齢別人口分布（2005年） | 富良野市の年齢・男女別人口分布（2005年） |  |
| ■紫色 ― 富良野市 ■緑色 ― 日本全国 | ■青色 ― 男性 ■赤色 ― 女性                |  |
| 富良野市（に相当する地域）の人口の推移 \| 1970年（昭和45年） \| 30,876人 \| \| \| 1975年（昭和50年） \| 29,155人 \| \| \| 1980年（昭和55年） \| 28,499人 \| \| \| 1985年（昭和60年） \| 27,876人 \| \| \| 1990年（平成2年） \| 26,665人 \| \| \| 1995年（平成7年） \| 26,046人 \| \| \| 2000年（平成12年） \| 26,112人 \| \| \| 2005年（平成17年） \| 25,076人 \| \| \| 2010年（平成22年） \| 24,266人 \| \| \| 2015年（平成27年） \| 22,936人 \| \| \| 2020年（令和2年） \| 21,131人 \| \| |                                          |  |
| 総務省統計局 国勢調査より |                                          |  |
| 1970年（昭和45年） | 30,876人                                 |  |
| 1975年（昭和50年） | 29,155人                                 |  |
| 1980年（昭和55年） | 28,499人                                 |  |
| 1985年（昭和60年） | 27,876人                                 |  |
| 1990年（平成2年） | 26,665人                                 |  |
| 1995年（平成7年） | 26,046人                                 |  |
| 2000年（平成12年） | 26,112人                                 |  |
| 2005年（平成17年） | 25,076人                                 |  |
| 2010年（平成22年） | 24,266人                                 |  |
| 2015年（平成27年） | 22,936人                                 |  |
| 2020年（令和2年） | 21,131人                                 |  |

#### 消滅集落
2015年国勢調査によれば、以下の集落は調査時点で人口0人の消滅集落となっている。
- 富良野市 - 字富問（全域がゴルフコースになっている）

### 隣接する自治体
上川総合振興局
- 空知郡上富良野町
- 空知郡中富良野町
- 空知郡南富良野町

空知総合振興局
- 芦別市

## 気候
ケッペンの気候区分によると、富良野市は湿潤大陸性気候に属する。寒暖の差が大きく気温の年較差、日較差が大きい顕著な大陸性気候である。降雪量が多く、周辺の自治体と同様に特別豪雪地帯に指定されている。

近年でも-30℃を下回る気温が観測されることが珍しくなく、2020年2月9日に-31.9℃、2023年1月30日に-31.8℃を観測している。
| 富良野（富良野市東町、標高174m）の気候 | 富良野（富良野市東町、標高174m）の気候 | 富良野（富良野市東町、標高174m）の気候 | 富良野（富良野市東町、標高174m）の気候 | 富良野（富良野市東町、標高174m）の気候 | 富良野（富良野市東町、標高174m）の気候 | 富良野（富良野市東町、標高174m）の気候 | 富良野（富良野市東町、標高174m）の気候 | 富良野（富良野市東町、標高174m）の気候 | 富良野（富良野市東町、標高174m）の気候 | 富良野（富良野市東町、標高174m）の気候 | 富良野（富良野市東町、標高174m）の気候 | 富良野（富良野市東町、標高174m）の気候 | 富良野（富良野市東町、標高174m）の気候 |
| 月                                     | 1月                                    | 2月                                    | 3月                                    | 4月                                    | 5月                                    | 6月                                    | 7月                                    | 8月                                    | 9月                                    | 10月                                   | 11月                                   | 12月                                   | 年                                     |
| -------------------------------------- | -------------------------------------- | -------------------------------------- | -------------------------------------- | -------------------------------------- | -------------------------------------- | -------------------------------------- | -------------------------------------- | -------------------------------------- | -------------------------------------- | -------------------------------------- | -------------------------------------- | -------------------------------------- | -------------------------------------- |
| 最高気温記録 °C （°F）                 | 6.9 (44.4)                             | 13.3 (55.9)                            | 17.4 (63.3)                            | 29.2 (84.6)                            | 35.3 (95.5)                            | 36.3 (97.3)                            | 36.5 (97.7)                            | 38.5 (101.3)                           | 33.0 (91.4)                            | 29.2 (84.6)                            | 20.6 (69.1)                            | 13.6 (56.5)                            | 38.5 (101.3)                           |
| 平均最高気温 °C （°F）                 | −3.7 (25.3)                            | −2.3 (27.9)                            | 2.7 (36.9)                             | 10.9 (51.6)                            | 18.4 (65.1)                            | 22.9 (73.2)                            | 26.2 (79.2)                            | 26.3 (79.3)                            | 21.9 (71.4)                            | 14.9 (58.8)                            | 6.4 (43.5)                             | −1.2 (29.8)                            | 12.0 (53.6)                            |
| 日平均気温 °C （°F）                   | −8.3 (17.1)                            | −7.4 (18.7)                            | −2.2 (28)                              | 5.3 (41.5)                             | 12.1 (53.8)                            | 16.8 (62.2)                            | 20.6 (69.1)                            | 20.8 (69.4)                            | 16.1 (61)                              | 9.2 (48.6)                             | 2.1 (35.8)                             | −5.1 (22.8)                            | 6.7 (44.1)                             |
| 平均最低気温 °C （°F）                 | −14.4 (6.1)                            | −14.0 (6.8)                            | −7.8 (18)                              | −0.2 (31.6)                            | 6.0 (42.8)                             | 11.5 (52.7)                            | 16.0 (60.8)                            | 16.3 (61.3)                            | 11.1 (52)                              | 4.1 (39.4)                             | −2.1 (28.2)                            | −10.2 (13.6)                           | 1.4 (34.5)                             |
| 最低気温記録 °C （°F）                 | −34.5 (−30.1)                          | −34.0 (−29.2)                          | −28.3 (−18.9)                          | −17.8 (0)                              | −3.1 (26.4)                            | 1.0 (33.8)                             | 6.3 (43.3)                             | 6.5 (43.7)                             | −0.5 (31.1)                            | −5.3 (22.5)                            | −21.3 (−6.3)                           | −28.4 (−19.1)                          | −34.5 (−30.1)                          |
| 降水量 mm （inch）                     | 44.3 (1.744)                           | 36.5 (1.437)                           | 49.8 (1.961)                           | 55.4 (2.181)                           | 67.5 (2.657)                           | 64.5 (2.539)                           | 116.0 (4.567)                          | 168.6 (6.638)                          | 147.3 (5.799)                          | 106.8 (4.205)                          | 104.2 (4.102)                          | 71.2 (2.803)                           | 1,032.1 (40.634)                       |
| 降雪量 cm （inch）                     | 145 (57.1)                             | 121 (47.6)                             | 110 (43.3)                             | 22 (8.7)                               | 0 (0)                                  | 0 (0)                                  | 0 (0)                                  | 0 (0)                                  | 0 (0)                                  | 2 (0.8)                                | 72 (28.3)                              | 159 (62.6)                             | 628 (247.2)                            |
| 平均降水日数 （≥1.0 mm）               | 14.3                                   | 12.3                                   | 13.5                                   | 11.9                                   | 11.0                                   | 9.9                                    | 10.9                                   | 11.7                                   | 12.8                                   | 14.4                                   | 17.9                                   | 17.2                                   | 157.8                                  |
| 平均月間日照時間                       | 64.3                                   | 78.5                                   | 124.0                                  | 159.9                                  | 190.5                                  | 176.8                                  | 171.8                                  | 154.9                                  | 140.2                                  | 121.9                                  | 67.7                                   | 45.7                                   | 1,496.2                                |
| 出典1：Japan Meteorological Agency     |                                        |                                        |                                        |                                        |                                        |                                        |                                        |                                        |                                        |                                        |                                        |                                        |                                        |
| 出典2：気象庁                          |                                        |                                        |                                        |                                        |                                        |                                        |                                        |                                        |                                        |                                        |                                        |                                        |                                        |

## 歴史
富良野市は、1896年（明治29 年）に富良野原野殖民地区画の設定が行われ、1897年（明治30年）に福岡県出身の中村千幹らが現在の扇山地区に入植したことに始まる。

### 沿革
- 縄文時代より栄え、アイヌの伝承がある。
- 1858年（安政05年）：松浦武四郎が富良野を調査、視察。
- 1897年（明治30年）：三重県から現在の上富良野町に入地し、富良野村創立。歌志内村外一箇村（富良野村）戸長役場を歌志内（現在の歌志内市）に置く。
- 1898年（明治31年）：富良野村を上川支庁に編入。旭川—下富良野間、歌志内—下富良野間に仮設道路開通｡
- 1899年（明治32年）：富良野村戸長役場設置。東京帝国大学農科大学試験地（現在の東京大学大学院農学生命科学研究科附属演習林北海道演習林）設置[14]。山部に中内弥重吉が入地[17]。
- 1900年（明治33年）：上富良野—下富良野（現在の富良野駅）間の鉄道開通。
- 1902年（明治35年）：富良野神社創建。
- 1903年（明治36年）：富良野村南方が分割して下富良野村となり、戸長役場を置く（富良野村は上富良野村と改称）。
- 1915年（大正04年）：山部村を分村[1]。二級町村制施行。
- 1919年（大正08年）：町制施行し、富良野町と改称[1]。
- 1921年（大正10年）：一級町制施行。
- 1931年（昭和06年）：林次郎が富良野西岳に山小屋（北の峰小屋）を建てる（北の峯スキー場開設）[18]。
- 1940年（昭和15年）：山部村（後の山部町）から東山村が分村[1]。布部鉱山採掘開始（1949年閉山）[19]。
- 1942年（昭和17年）：ノザワ富良野鉱山（野沢鉱山）、山部鉱山採掘開始（野沢鉱山は1969年、山部鉱山は1974年閉山）[19]。
- 1945年（昭和20年）：アメリカ軍による空襲を受ける（北海道空襲）。
- 1954年（昭和29年）：帯広市から小樽市に向かう途上の昭和天皇、香淳皇后が町内を行幸啓。富良野高校や母子寮を訪問[20]。
- 1955年（昭和30年）：芦別岳と東京大学樹木園が道立公園に指定（1958年に富良野芦別道立自然公園となる）[13][17]。
- 1956年（昭和31年）：東山村と合併[1]。
- 1962年（昭和37年）：富良野振興公社設立[21]。北の峯観光開発設立し、ロッジとリフト整備（後の富良野スキー場）[18][22]。
- 1966年（昭和41年）：山部町と合併し、市制施行。富良野市となる。
- 1969年（昭和44年）：『北海へそ祭り』初開催。
- 1972年（昭和47年）：富良野文化会館開館[23]。市立富良野図書館開館。富良野市ぶどう果樹研究所設置[24]。
- 1975年（昭和50年）：『第30回国民体育大会』スキー競技会開催[25]。
- 1977年（昭和52年）：オーストリアのシュラートミンク市と友好都市提携[26]。
- 1978年（昭和53年）：兵庫県西脇市と友好都市親善協定締結[26]。
- 1979年（昭和54年）：太陽の里オープン[17]。
- 1983年（昭和58年）：ふらの市農産公社（現在のふらの農産公社）設立[27]。ふらのチーズ工場オープン[27]。
- 1984年（昭和59年）：麓郷の森オープン。
- 1986年（昭和61年）：ハイランドふらのオープン。
- 2000年（平成12年）：富良野周辺6農協が合併し、ふらの農業協同組合（JAふらの）発足。
- 2002年（平成14年）：富良野信用金庫が旭川信用金庫と合併[28]。
- 2003年（平成15年）：官民ファンドによるふらのまちづくり株式会社設立[29]。
- 2004年（平成16年）：ラジオふらの開局。
- 2007年（平成19年）：「富良野市中心街活性化センター ふらっと」オープン。
- 2008年（平成20年）：富良野圏域5市町村による富良野広域連合設立（2009年業務開始）。
- 2010年（平成22年）：「フラノマルシェ」オープン[30]。
- 2013年（平成25年）：富良野市を含む1市3町1村が「定住自立圏形成協定」を締結し、富良野市が「中心市宣言」した[31]。
- 2015年（平成27年）：「ネーブルタウン」オープン[32]。
- 2016年（平成28年）：北の国から資料館閉館。
- 2018年（平成30年）：「コンシェルジュ フラノ」オープン。富良野道路開通。

## 行政

### 市長
- 市長：北猛俊（2018年5月15日就任、2期目）

#### 歴代市長
| 代    | 氏名       | 就任                      | 退任                      | 備考 |
| ----- | ---------- | ------------------------- | ------------------------- | ---- |
| 初-3  | 髙松竹次   | 1966年（昭和41年）5月16日 | 1978年（昭和53年）5月15日 |      |
| 4-7   | 滝口國一郎 | 1978年（昭和53年）5月16日 | 1994年（平成6年）5月14日  |      |
| 8-10  | 高田忠尚   | 1994年（平成6年）5月15日  | 2006年（平成18年）5月14日 |      |
| 11-13 | 能登芳昭   | 2006年（平成18年）5月15日 | 2018年（平成30年）5月14日 |      |
| 14-   | 北猛俊     | 2018年（平成30年）5月15日 |                           |      |

### 市民憲章･都市宣言
富良野市民憲章
都市宣言
- 「青少年健全育成都市」宣言（昭和42年10月9日）
- 「交通安全都市」宣言（昭和42年10月9日）
- 「青色申告と諸税完納都市」宣言（昭和53年3月23日）
- 「非核平和都市」宣言（昭和61年9月20日）
- 「暴力追放都市」宣言（平成4年3月19日）
- 「食と自然を守る都市」宣言（平成5年1月22日）

### 市庁舎
2022年（令和4年）9月26日に文化会館の機能と複合化した新しい市庁舎の供用を開始することになった。
- 1階
  - 総合案内
  - 環境課
  - コミュニティ推進課
  - 富良野文化会館ホール（サンエーホール）
- 2階
  - 市民課
  - 税務課
  - 高齢者福祉課
  - 福祉課
  - 教育振興課
  - こども未来課
  - 会計室
- 3階
  - 都市建築課・都市施設課
  - 上下水道課
  - 農林課
  - 農業委員会
  - 財政課・スマートシティ戦略室
  - 総務課・企画振興課
- 4階
  - 議場
  - 選挙管理委員会

## 議会

### 衆議院
- 選挙区：北海道6区（旭川市、士別市、名寄市、富良野市、北海道上川総合振興局管内）
- 任期：2021年10月31日 - 2025年10月30日
- 投票日：2021年10月31日
- 当日有権者数：415,008人
- 投票率：56.86％

| 当落 | 候補者名 | 年齢 | 所属党派                            | 新旧別 | 得票数    | 重複 |
| ---- | -------- | ---- | ----------------------------------- | ------ | --------- | ---- |
| 当   | 東国幹   | 53   | 自由民主党                          | 新     | 128,670票 | ○    |
|      | 西川将人 | 52   | 立憲民主党                          | 新     | 93,403票  | ○    |
|      | 齊藤忠行 | 30   | NHKと裁判してる党弁護士法72条違反で | 新     | 9,776票   | ○    |

## 官公庁

### 国家機関
- 財務省
  - 国税庁札幌国税局富良野税務署
- 厚生労働省
  - 北海道労働局旭川公共職業安定所富良野出張所（ハローワーク富良野）
- 農林水産省
  - 林野庁北海道森林管理局上川南部森林管理署富良野森林事務所
- 国土交通省
  - 北海道開発局旭川開発建設部
    - 富良野道路事務所
    - 富良野地域農業開発事務所

### 道の機関
- 上川総合振興局
  - 北海道富良野保健所
  - 上川農業改良普及センター富良野支所
  - 南部森林室富良野事務所
  - 旭川建設管理部富良野出張所

### 警察
- 北海道旭川方面富良野警察署
  - 駅前交番、麓郷駐在所、山部駐在所、東山駐在所

### 消防
- 富良野広域連合消防本部
  - 富良野消防署
    - 山部出張所

## 施設

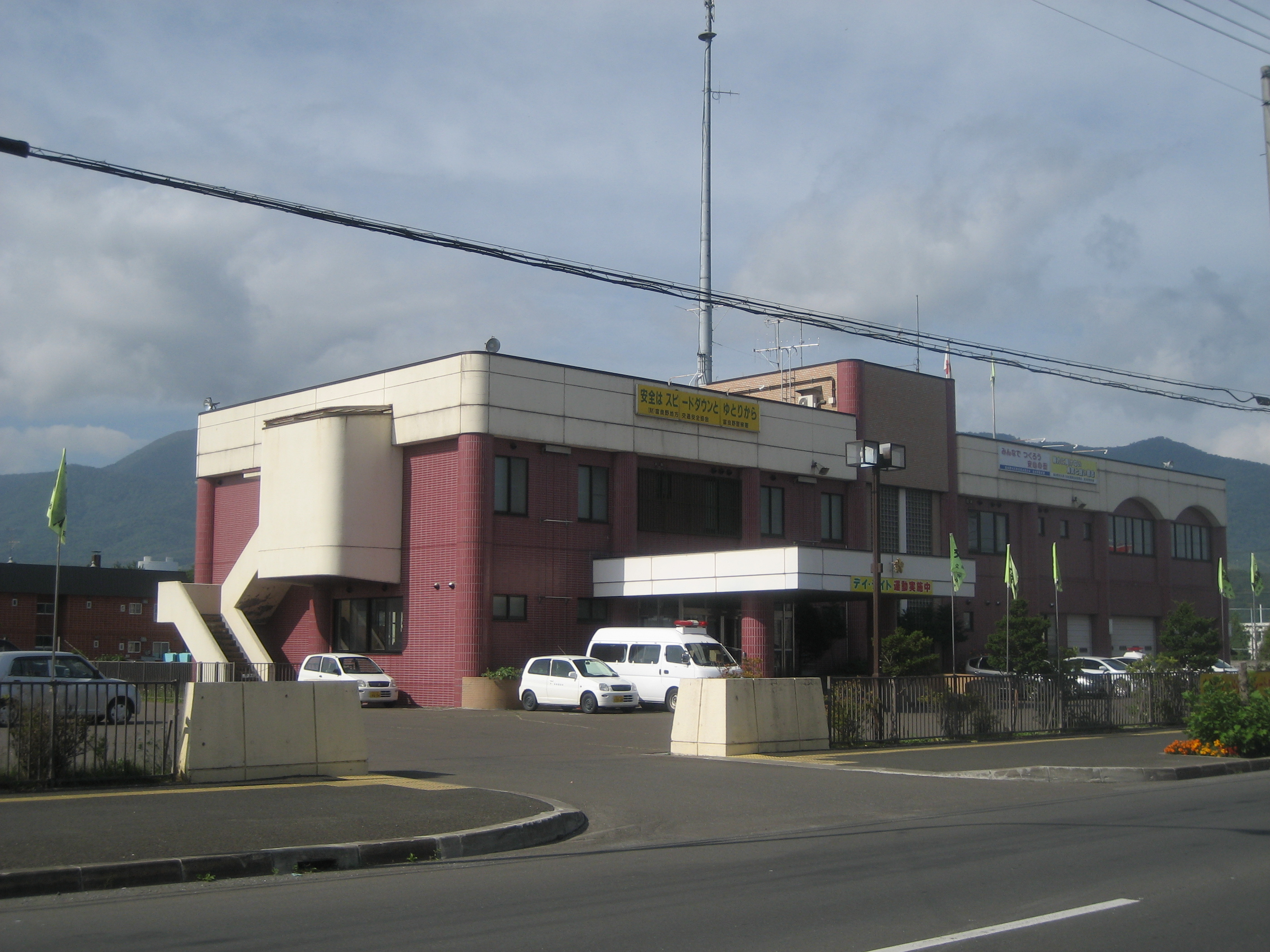
富良野警察署

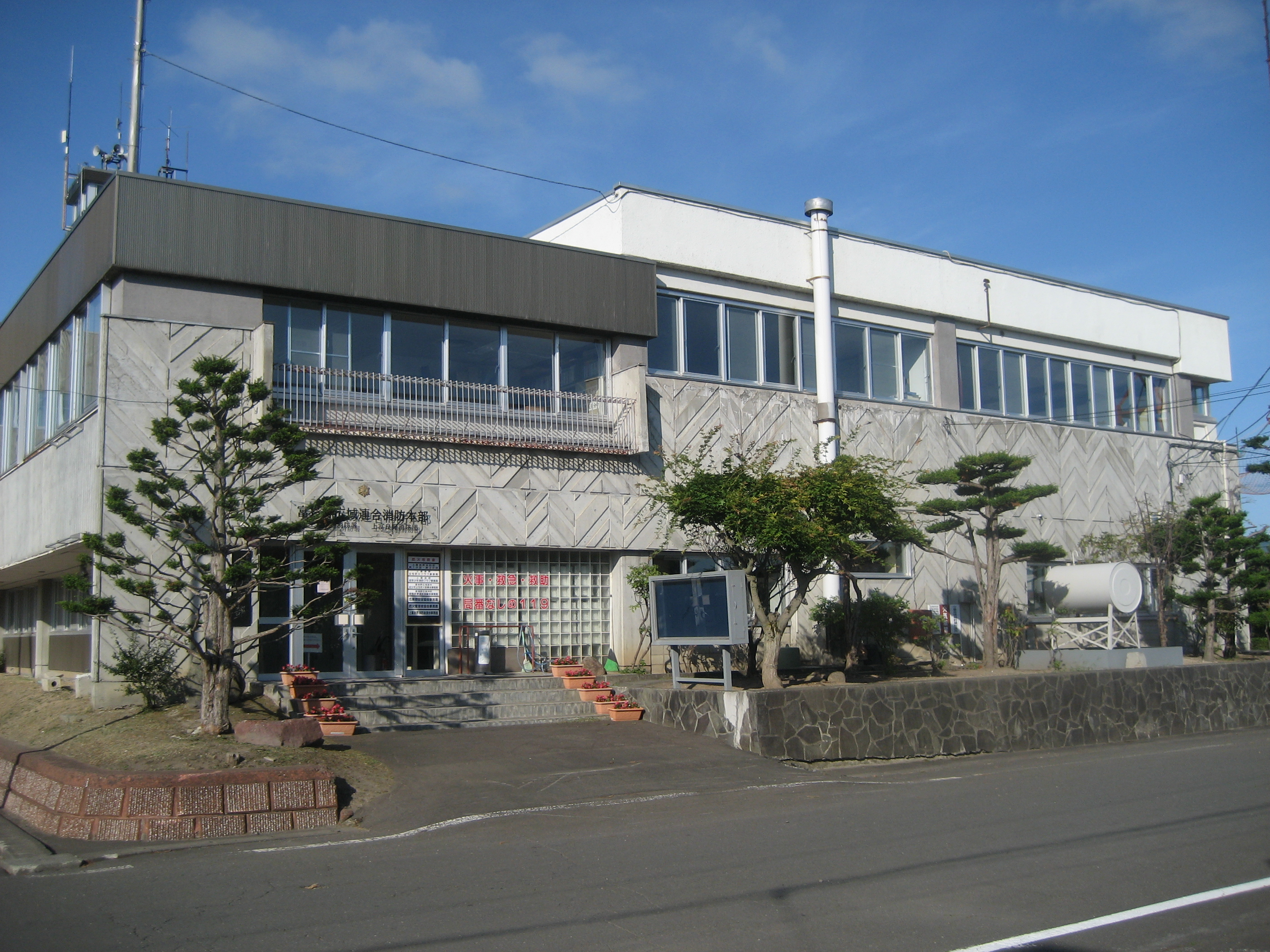
富良野広域連合本部

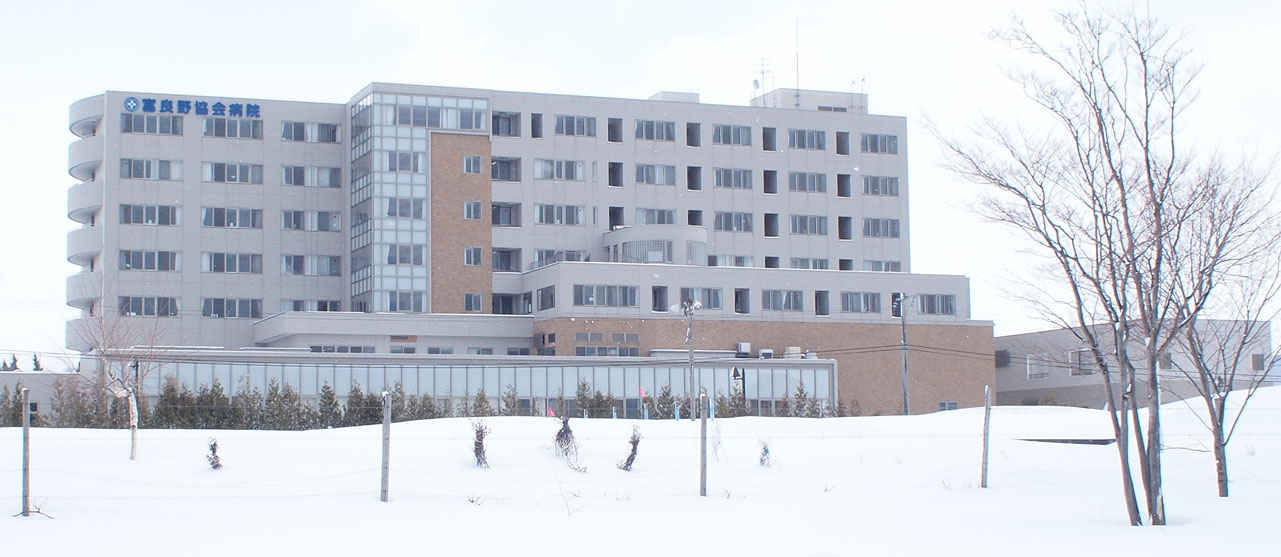
富良野協会病院

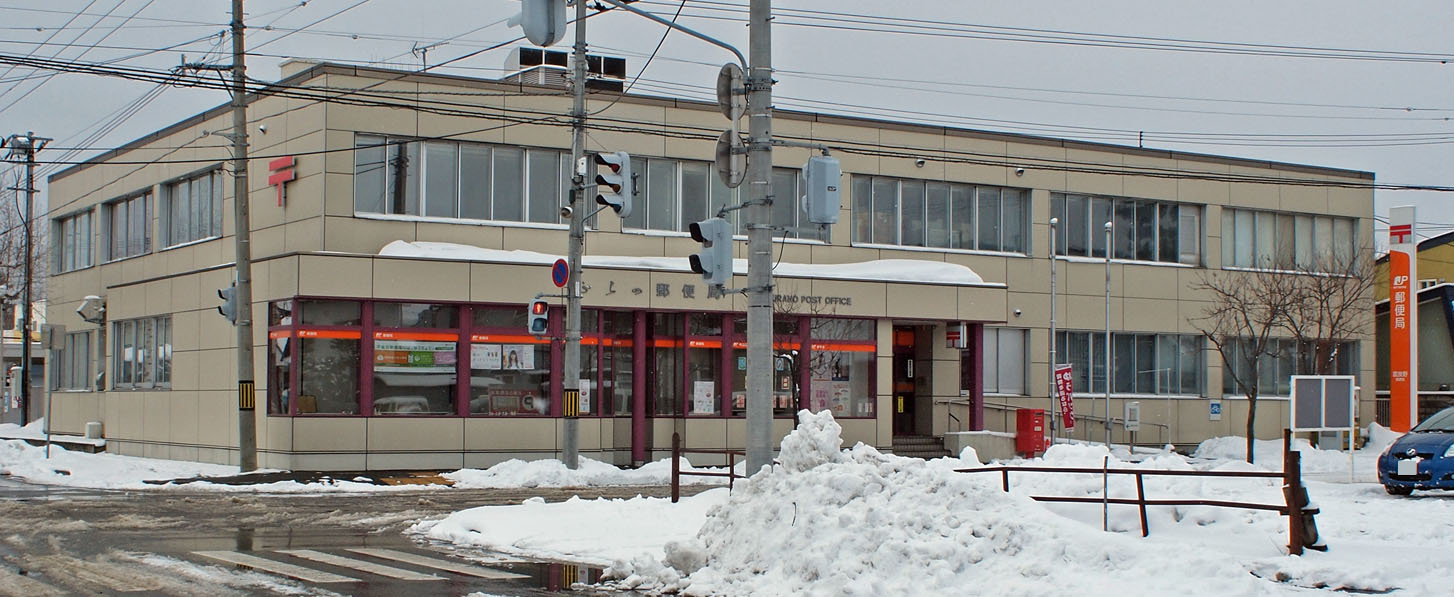
富良野郵便局

### 医療
主な病院
- 社会福祉法人北海道社会事業協会富良野病院（富良野協会病院）
- ふらの西病院
- 北の峰病院

### 郵便局
- 富良野郵便局（集配局）

- 山部郵便局
- 富良野若葉郵便局
- 麓郷郵便局
- 布部郵便局
- 西達布郵便局(2021年3月12日を最終営業日として廃止[35])
- 東山郵便局
- 富良野麻町簡易郵便局
- 老節布簡易郵便局
- 北の峰簡易郵便局

### 公共施設
- 富良野市中心街活性化センター ふらっと
- 富良野文化会館
- 富良野市女性センター
- 市立富良野図書館
- 富良野市勤労青少年ホーム
- 富良野市労働会館
- 富良野市老人福祉センター
- 富良野市生涯学習センター・博物館
- 富良野スポーツセンター

## 対外関係

### 姉妹都市･提携都市

#### 海外
提携都市
- シュラートミング（英語版）（オーストリア共和国 シュタイアーマルク州）
1977年（昭和52年）2月23日 - 友好都市提携[26]
- 台湾台南市
2024年（令和6年）8月28日 - 友好都市提携[36]

#### 国内
提携都市
- 西脇市（近畿地方 兵庫県）[26]
1978年（昭和53年）10月20日 - 友好都市親善協定締結

## 経済

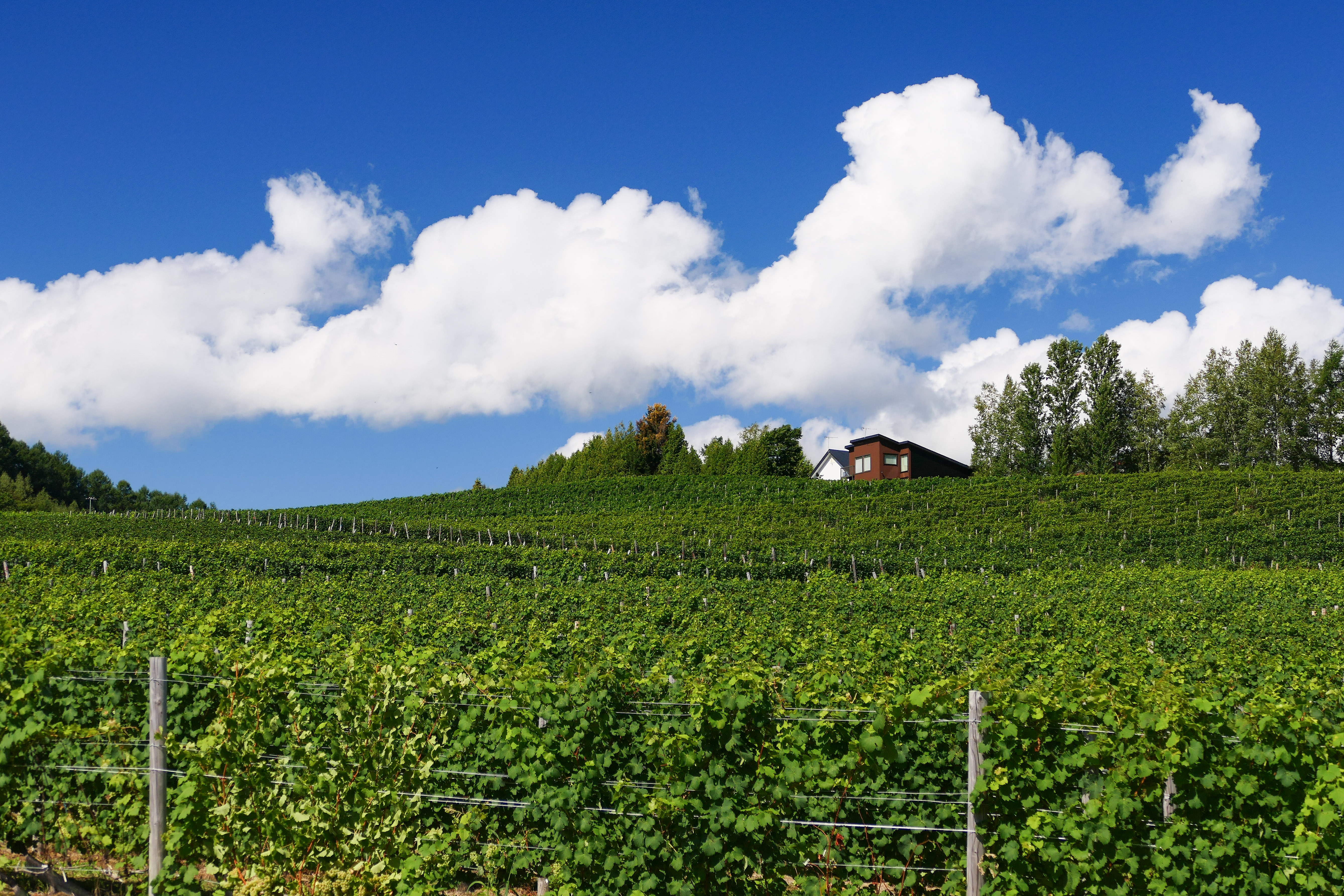
ワインの原料となるブドウ畑

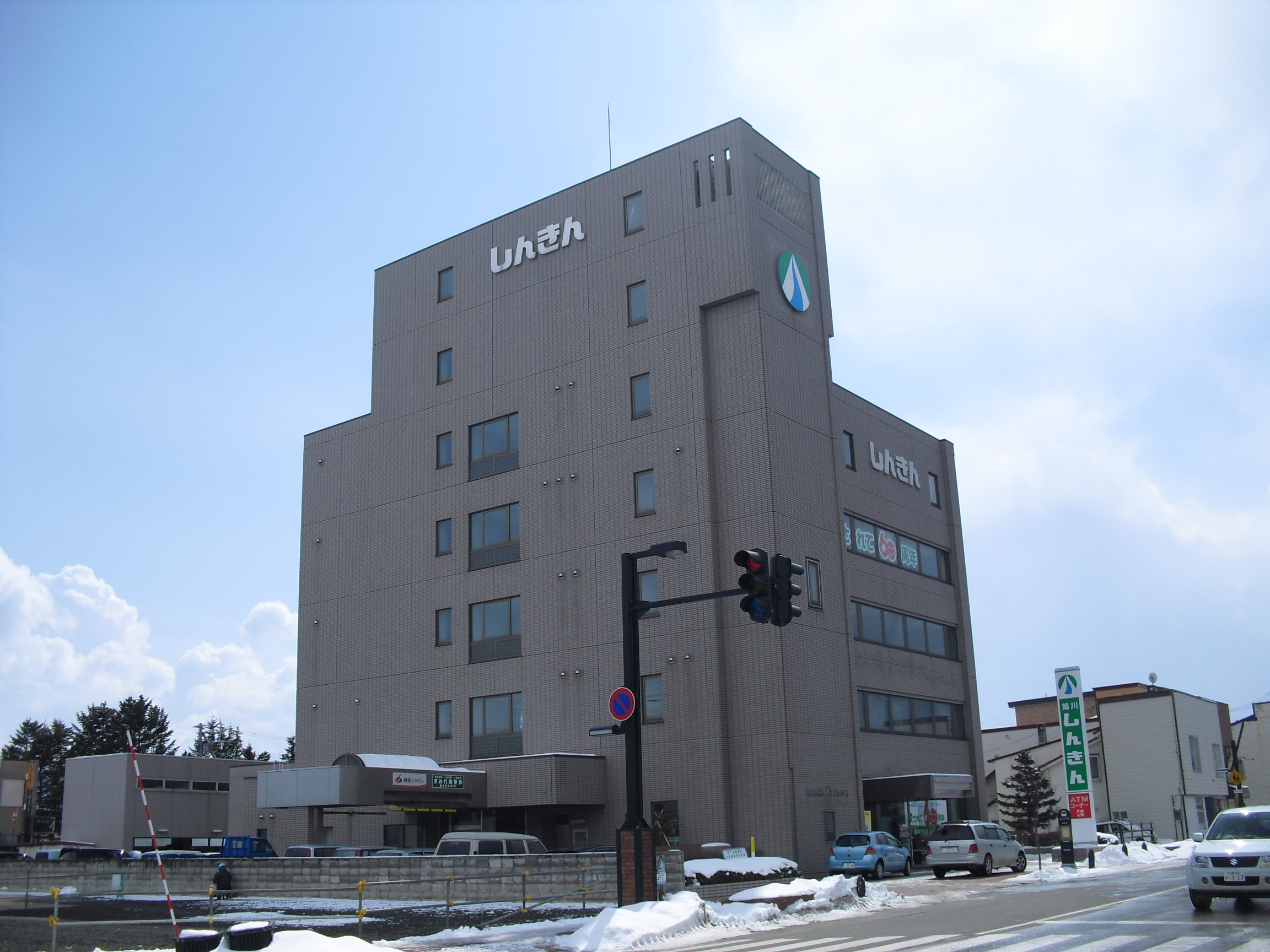
旭川信用金庫富良野支店

基幹産業は農業であり、野菜（タマネギ・ニンジン・メロン・スイカなど）、水稲、畑作（麦類など）、畜産（肉用牛・養豚・酪農・飼料作物）などを生産している。産業別就業者数では、観光に関連した業種を中心とした第三次産業の割合が最も高い。
官民連携のまちづくりが行われており、中心市街地活性化ではちょっとおしゃれな田舎町「ルーバン・フラノ構想」（「ルーラル」（田舎）と「アーバン」（都会）を合わせた造語）を掲げ、新たな拠点空間の創出して観光客を「まちなか」に誘導するための施策や、移住希望者に向けての様々な施策を積極的に展開し、経済のパイの拡大と同時に人口増も図りながら市民にとって暮らしやすい社会を実現していくための事業を展開している。まちの活性化や魅力創出に貢献している取組みが評価され、2016年（平成28年）にふらのまちづくり株式会社が「まちづくり法人国土交通大臣表彰」国土交通大臣賞（まちの活性化・魅力創出部門）を受賞した。また、移住に向けての活動に積極的であり、ふらの市移住促進協議会を設置して情報発信しているほか、「富良野の住まい情報バンク」では移住者向けの物件を無料で掲載している。移住を検討している人々のために「富良野市お試し暮らし住宅」を用意している。近年では、富良野ワインが名産品として全国に知られており、町おこしの一環で富良野オムカレーが名物となり、中心部で提供する飲食店が多い。

### 組合
- ふらの農業協同組合（JAふらの）本所、山部支所、東山支所、東部出張所
- 北海道農業共済組合（NOSAI北海道）富良野支所・富良野家畜診療所
- 富良野地区森林組合
- 富良野料飲店組合[46]
- 富良野旅館業組合[47]
- 北の峰地区旅館組合

### 商業施設
- ホクレン商事
  - ホクレンフォーレスト店
  - エーコープやまべ店
  - エーコープ春日店
- 道北アークス（アークスグループ）
  - ラルズマート富良野店
  - ラルズマート富良野あさひ店
- 生活協同組合コープさっぽろ旭川地区
  - コープさっぽろ富良野店
- ダイゼン
  - DZマート富良野店
- サッポロドラッグストア
  - サツドラ富良野店
- ツルハ
  - ツルハドラッグ富良野店
  - ツルハドラッグ富良野緑町店
  - ツルハドラッグ富良野弥生店
- DCM
  - DCM富良野店
- しまむら
  - しまむら富良野店

### 物流
- ヤマト運輸道北主管支店
  - 富良野センター・富良野南センター・上富良野センター
- 佐川急便富良野営業所

### 富良野市に拠点を置く主な企業
- 北印
- 共済農場
- 第一寶亭留
- ノザワ
- プリンスホテル（西武グループ）
- 北海道コカ・コーラボトリング
- マルハニチロ北日本
- ルノール（菓子工房フラノデリス）
- 菓子司新谷（もりもとグループ）

### 金融機関
- 北洋銀行富良野支店
- 北海道銀行富良野支店
- 旭川信用金庫富良野支店
- 北海道労働金庫富良野支店
- 空知商工信用組合富良野支店
- JAバンク北海道（北海道信用農業協同組合連合会）JAふらの 本所、春日出張所、山部支所、東山支所

## 情報･通信

### マスメディア

#### 新聞社
- 北海道新聞社富良野支局

フリーペーパー
- ライナーネットワーク
- asatan

#### 放送局
ラジオ
- ラジオふらの

#### 中継局
- 富良野中継局（中富良野町）
  - 麓郷中継局（富良野市）
  - 東山中継局（富良野市）

## 生活基盤

### ライフライン

#### 電気
- 北海道電力富良野営業所

#### その他
- 空知川上流土地改良区

## 教育施設
専修学校
- 富良野看護専門学校

高等学校
- 北海道富良野高等学校

中学校
- 富良野市立富良野東中学校[48]
- 富良野市立富良野西中学校[48]
- 富良野市立樹海中学校[48]

小学校
- 富良野市立富良野小学校[48]
- 富良野市立扇山小学校[48]
- 富良野市立東小学校[48]
- 富良野市立鳥沼小学校[48]
- 富良野市立樹海小学校[48]
- 富良野市立山部小学校[48]

小中学校
- 富良野市立麓郷小中学校[48]

保育所
- 虹いろ保育所（認可）[49]
- あおぞら保育所（へき地）[49]
- 山部保育所（へき地）[49]
- 東山保育所（へき地）[49]

幼稚園
- 聖園幼稚園
- ルンビニ幼稚園
- 慈恵ひまわり幼稚園
- 富良野みどり幼稚園

大学（研究施設）
- 東京大学大学院農学生命科学研究科附属演習林北海道演習林[50]

学校教育以外の施設
- 富良野自動車学校[51]
- ことぶき大学（市民大学講座）

## 交通

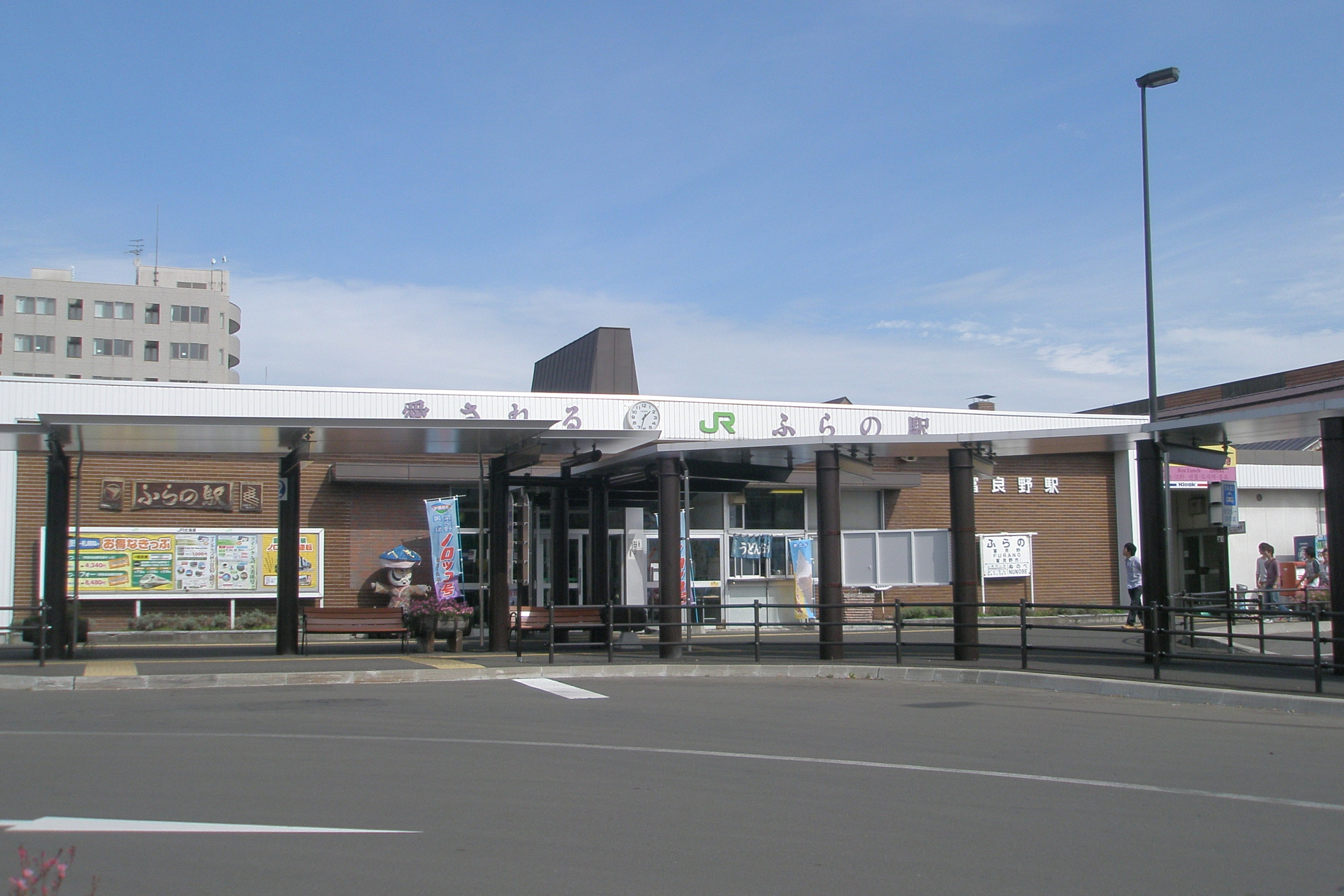
富良野駅（2011年9月）

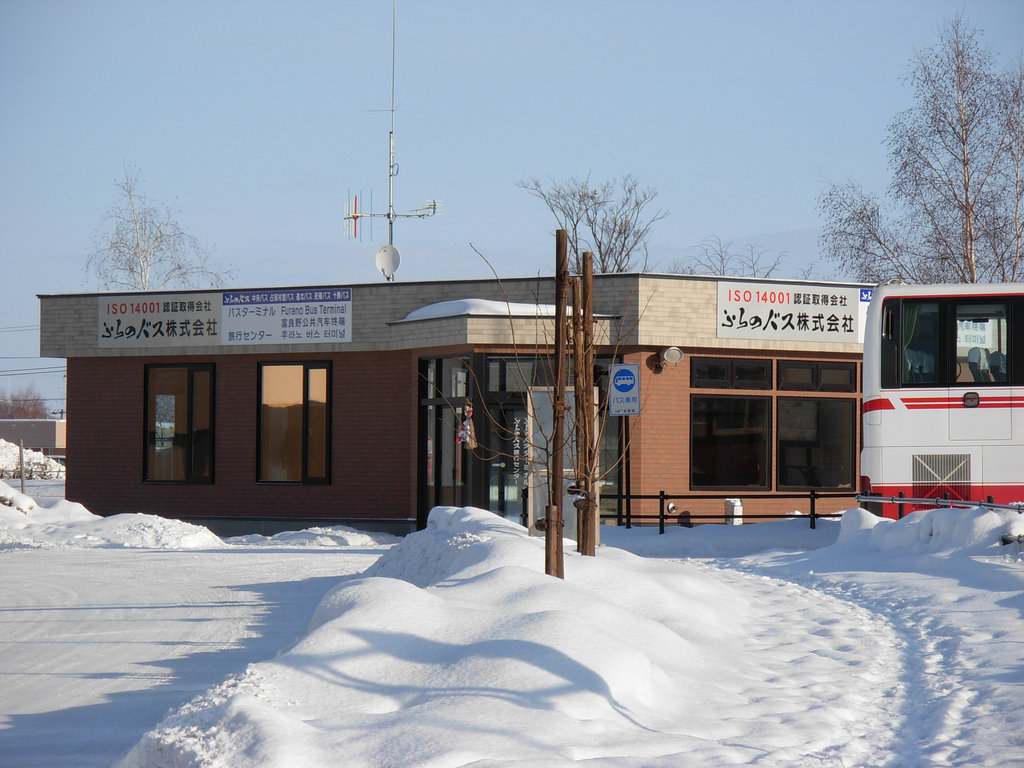
ふらのバス旅行センター

### 鉄道
北海道旅客鉄道（JR北海道）
- 根室本線 : 富良野駅
- 富良野線 : 学田駅 - 富良野駅

#### 廃止された鉄道路線
北海道旅客鉄道（JR北海道）
- 根室本線 : 布部駅 - 山部駅

### バス

#### 路線バス
- ふらのバス
- 占冠村営バス

#### 都市間バス
- 北海道中央バス
- 道北バス・北海道拓殖バス・十勝バス（共同運行）

### タクシー
- ふらのタクシー
- 中央ハイヤー

### 道路
市内を通る幹線道路は、シーニックバイウェイの「大雪・富良野ルート」、大雪—富良野—十勝を結ぶ「北海道ガーデン街道」になっている。

#### 高速道路
地域高規格道路
- 旭川十勝道路（富良野道路）：北の峰IC - 富良野IC - 布部IC

#### 国道
- 国道38号
- 国道237号

#### 道道
- 北海道道135号美唄富良野線
- 北海道道253号東山富良野停車場線
- 北海道道298号上富良野旭中富良野線
- 北海道道544号麓郷山部停車場線
- 北海道道706号南陽山部停車場線
- 北海道道759号奈江富良野線
- 北海道道800号北の峯線
- 北海道道985号山部北の峰線

## 観光

### 文化財

#### 市指定
- 富良野獅子舞 - 富良野獅子舞保存会、富良野市生涯学習センター[54]
- 北海道中央経緯度観測標 - 富良野小学校校庭[54]
- 北大第八農場山部成墾記念碑 - 山部神社境内[54]
- 北大第八農場富良野成墾記念碑 - 天満宮境内[54]

### 観光スポット
市街地エリア
- コンシェルジュ フラノ[55]
- フラノマルシェ・フラノマルシェ2[56]

フラノマルシェ（2011年8月）

北の峰･中御料エリア
- 朝日ヶ丘総合公園
- 富良野スキー場
- 富良野プリンスホテル
- 風のガーデン
- 珈琲 森の時計
- 新富良野プリンスホテル
- Soh's Bar
- ニングルテラス
- 富良野・ドラマ館
- 富良野演劇工場[57]
- 富良野チーズ工房[58]

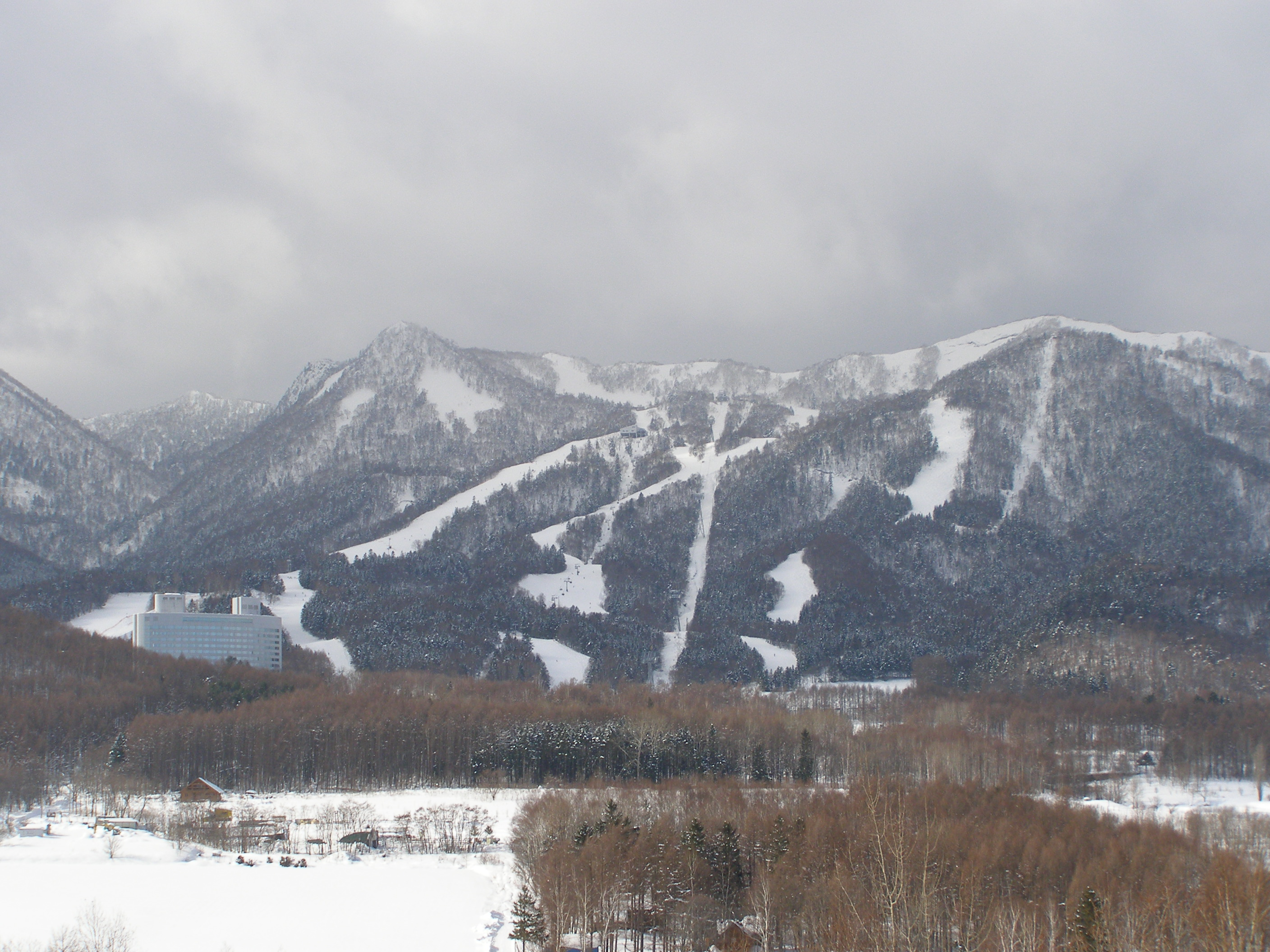
富良野スキー場（2008年2月）
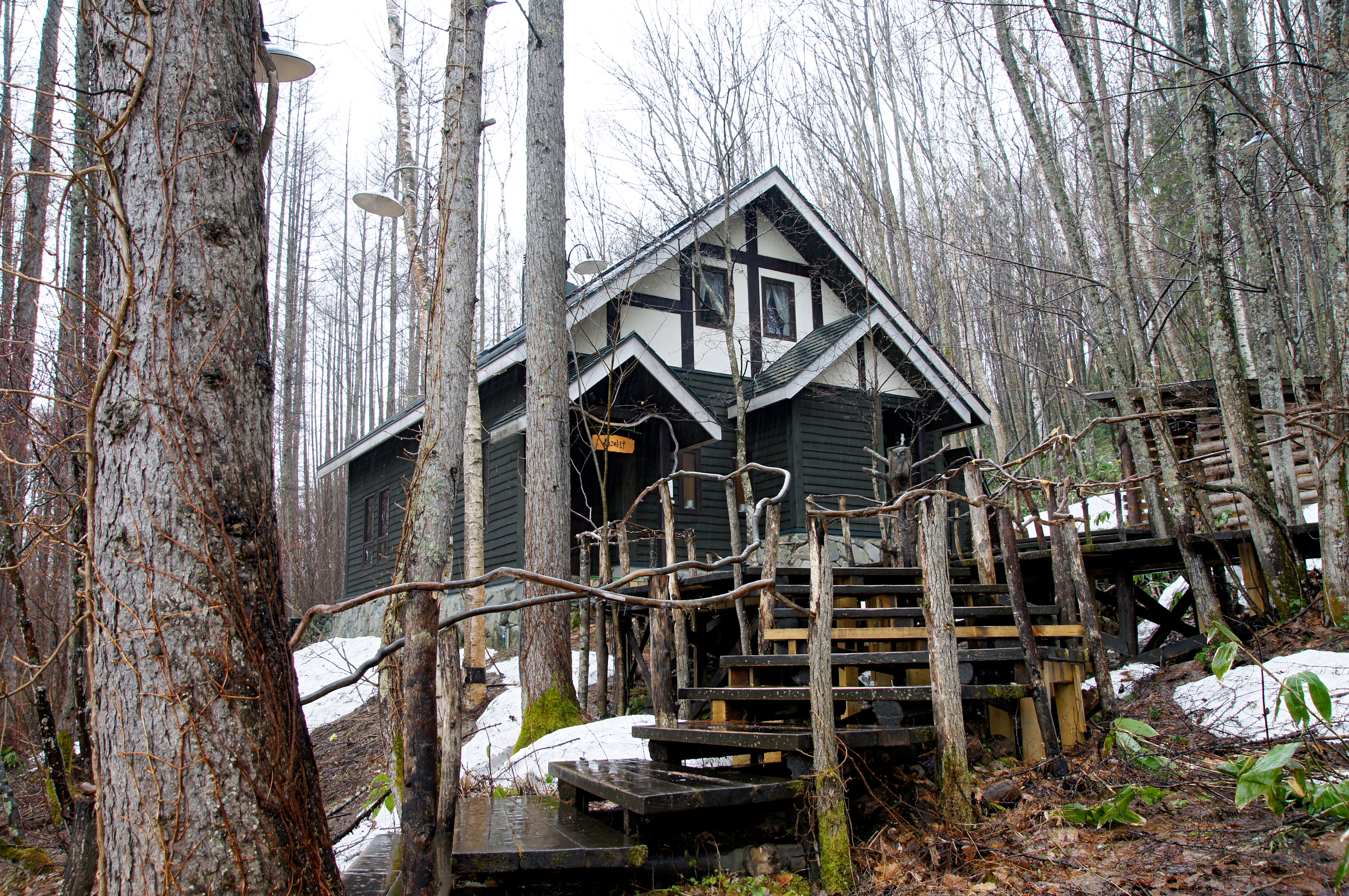
珈琲 森の時計（2013年5月）
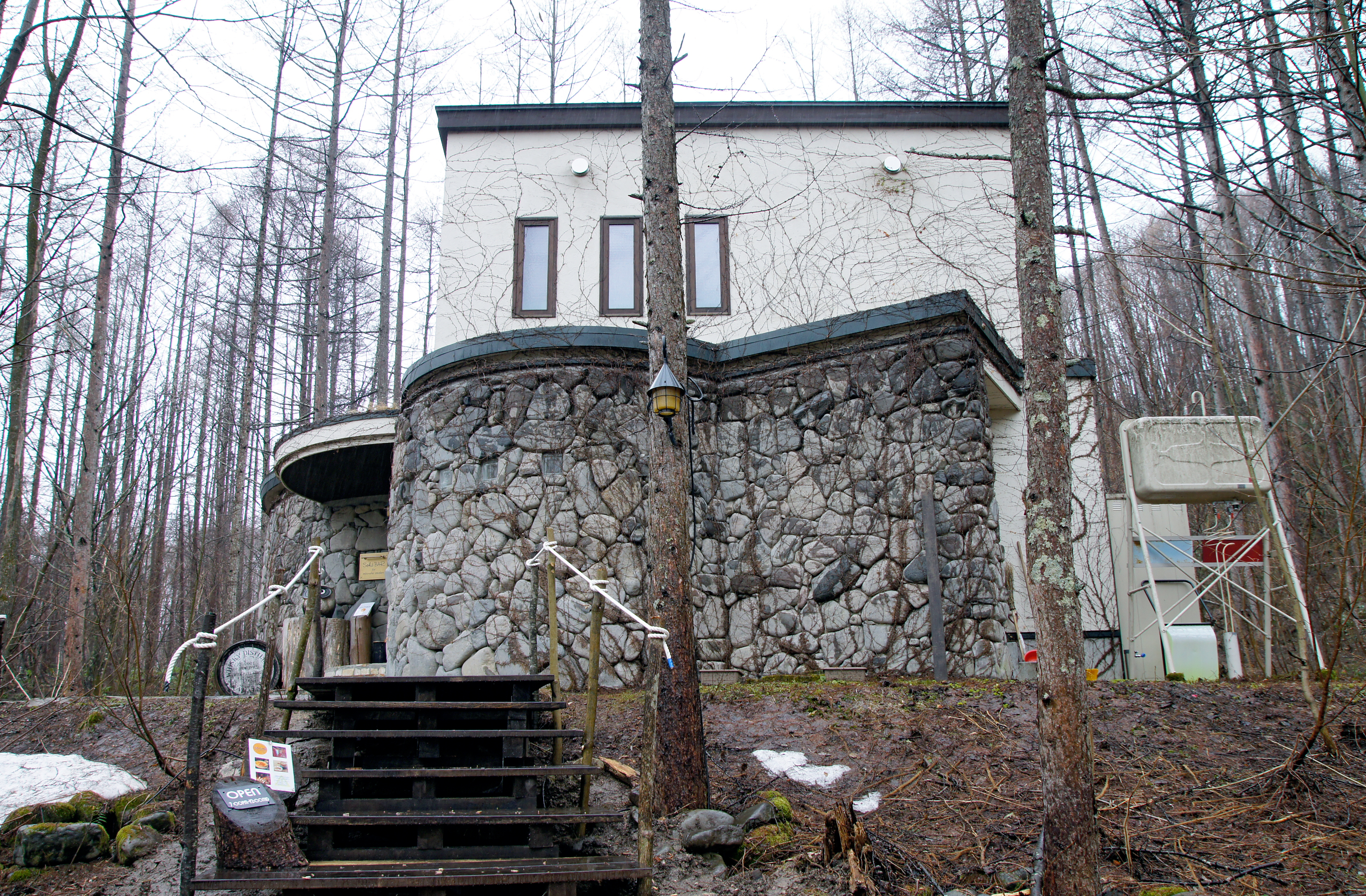
Soh's Bar（2013年5月）
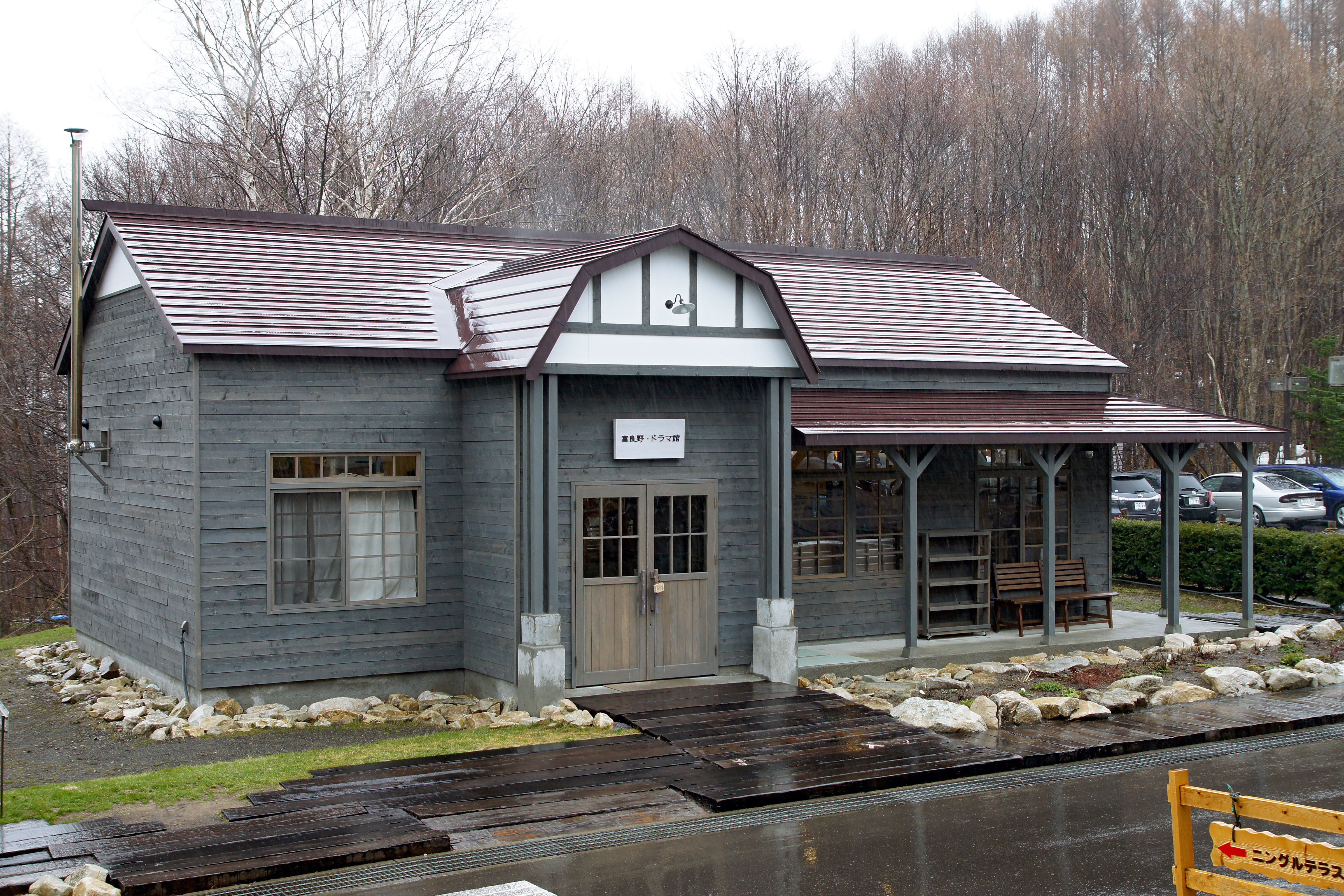
富良野・ドラマ館（2013年5月）
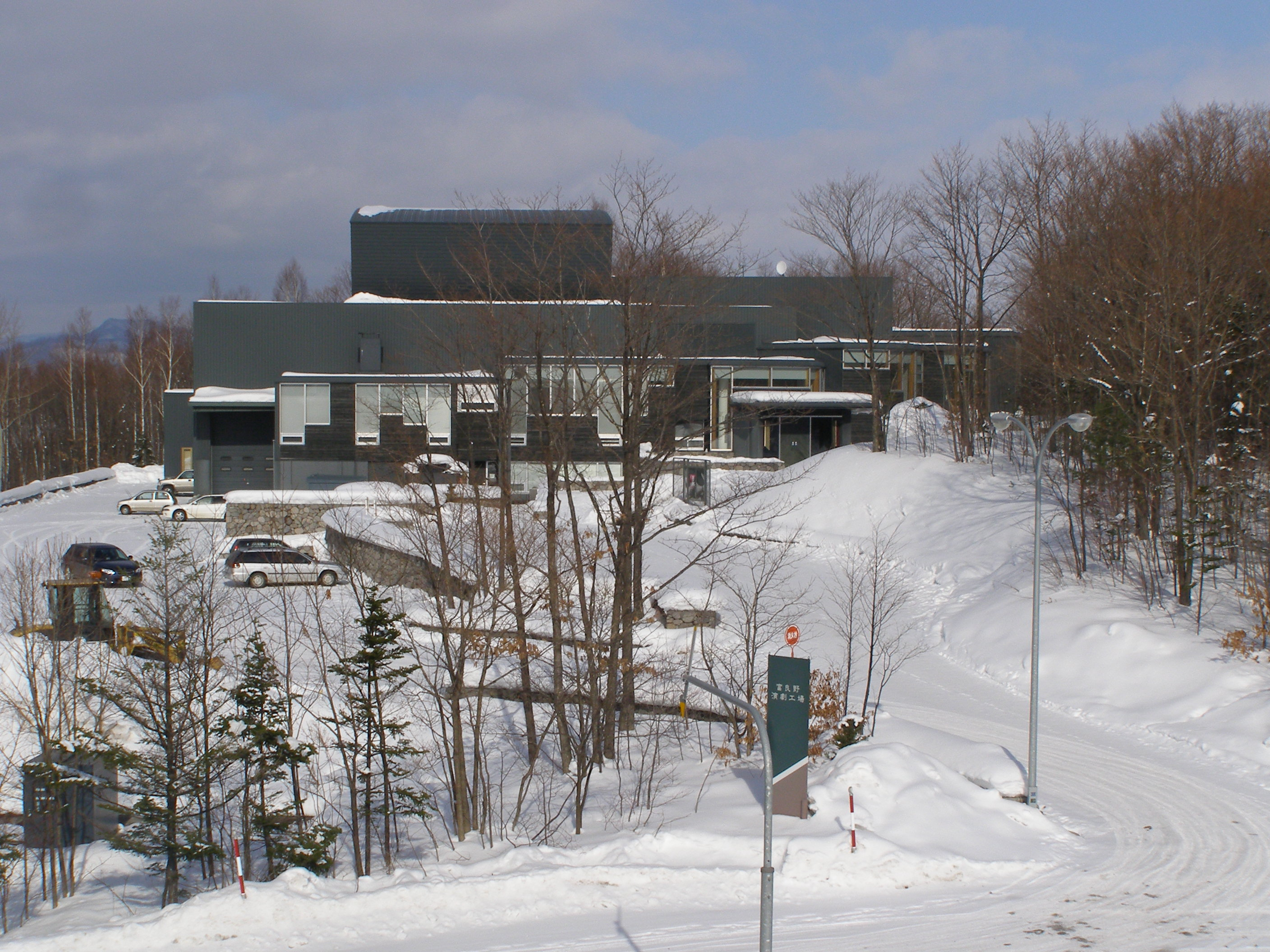
富良野演劇工房（2008年2月）

麓郷エリア
- ふらのハーブガーデン ポプリの里
- グラス・フォレスト in 富良野[59]
- 拾ってきた家
- 純と結の家
- 麓郷の森
- 富良野オルゴール堂
- 五郎の石の家
- 最初の家
- ふらのジャム園[60]
  - アンパンマンショップふらの店
  - 麓郷展望台（美しい日本のむら景観百選[6]）

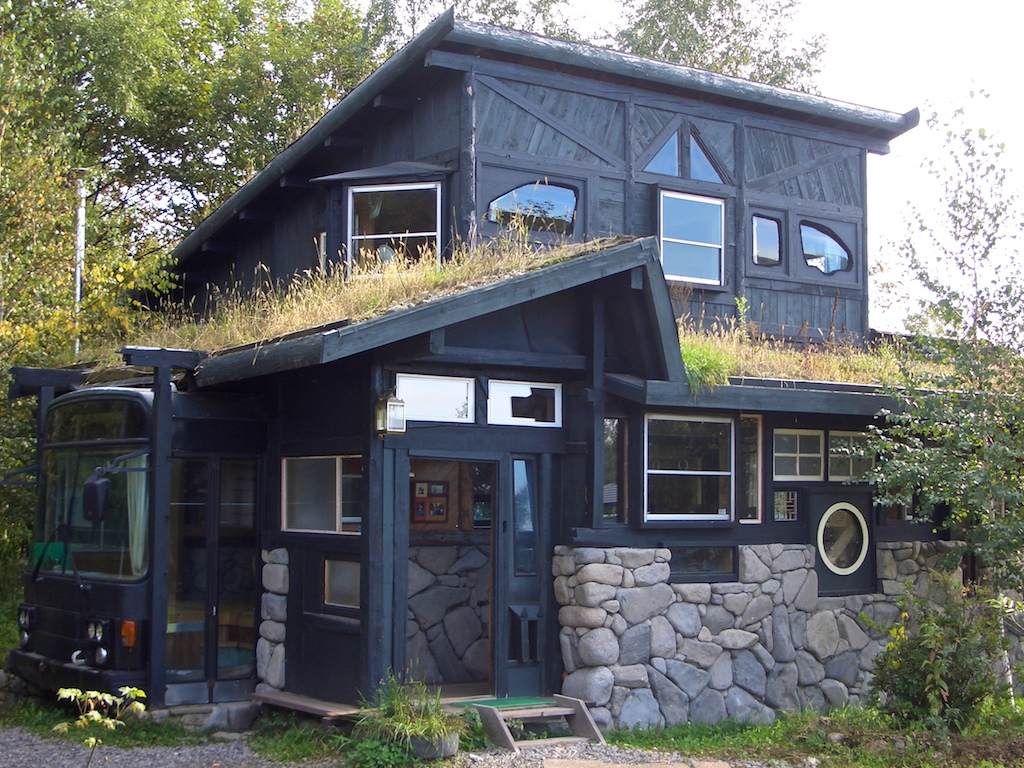
純と結の家（2007年10月）
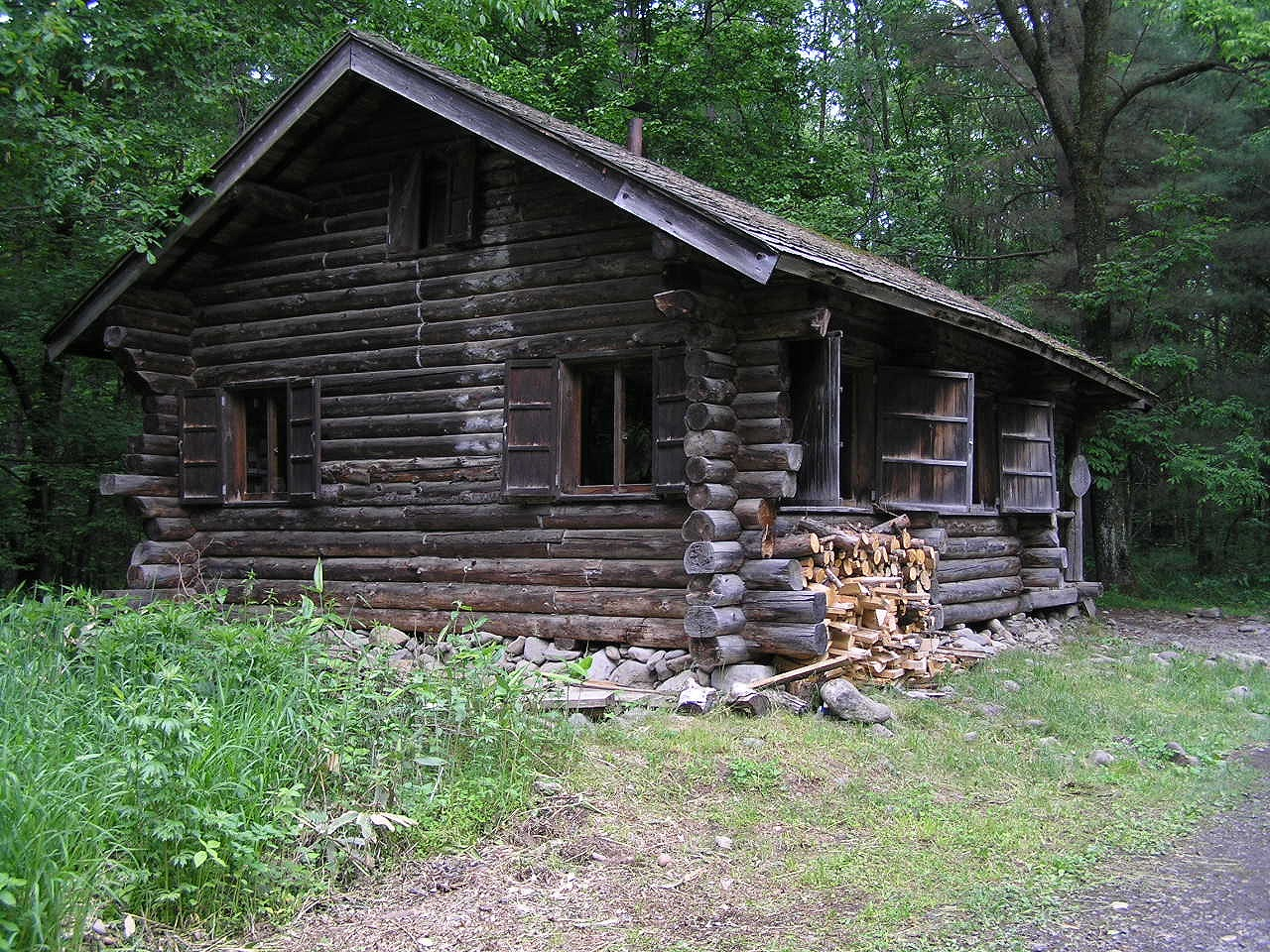
黒板五郎の丸太小屋（2006年6月）
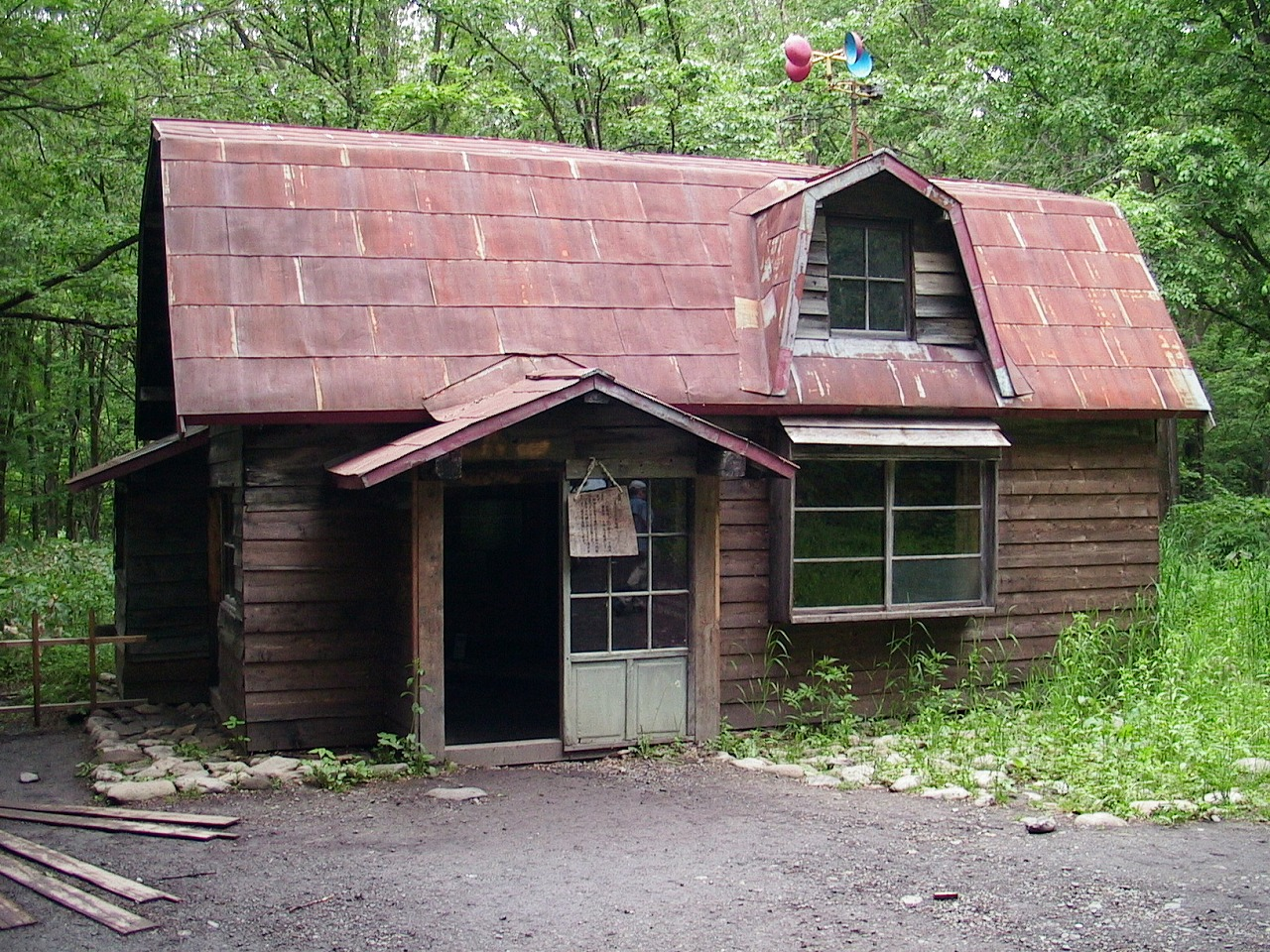
3番目の家（2006年6月）
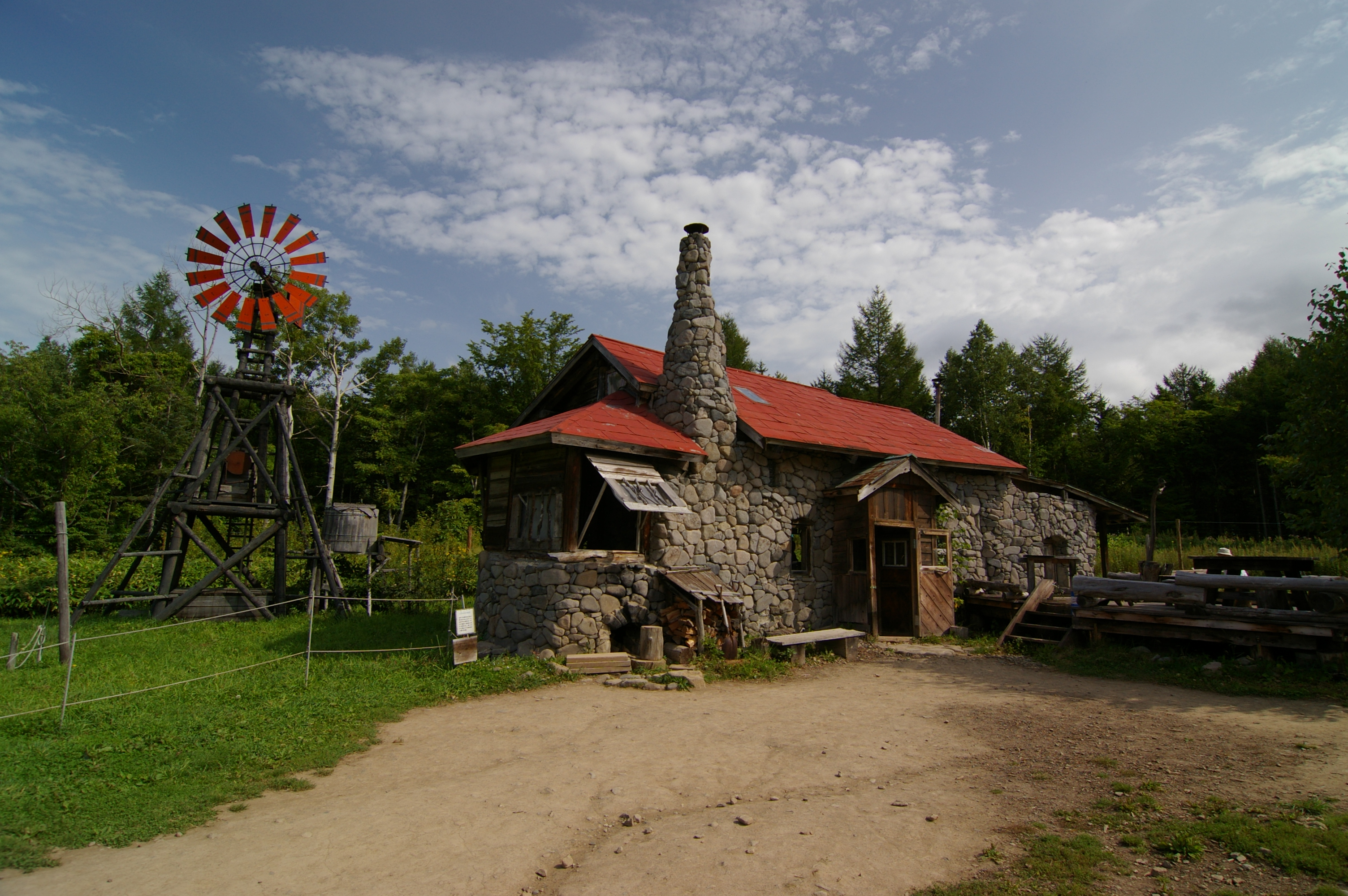
五郎の石の家（2009年9月）
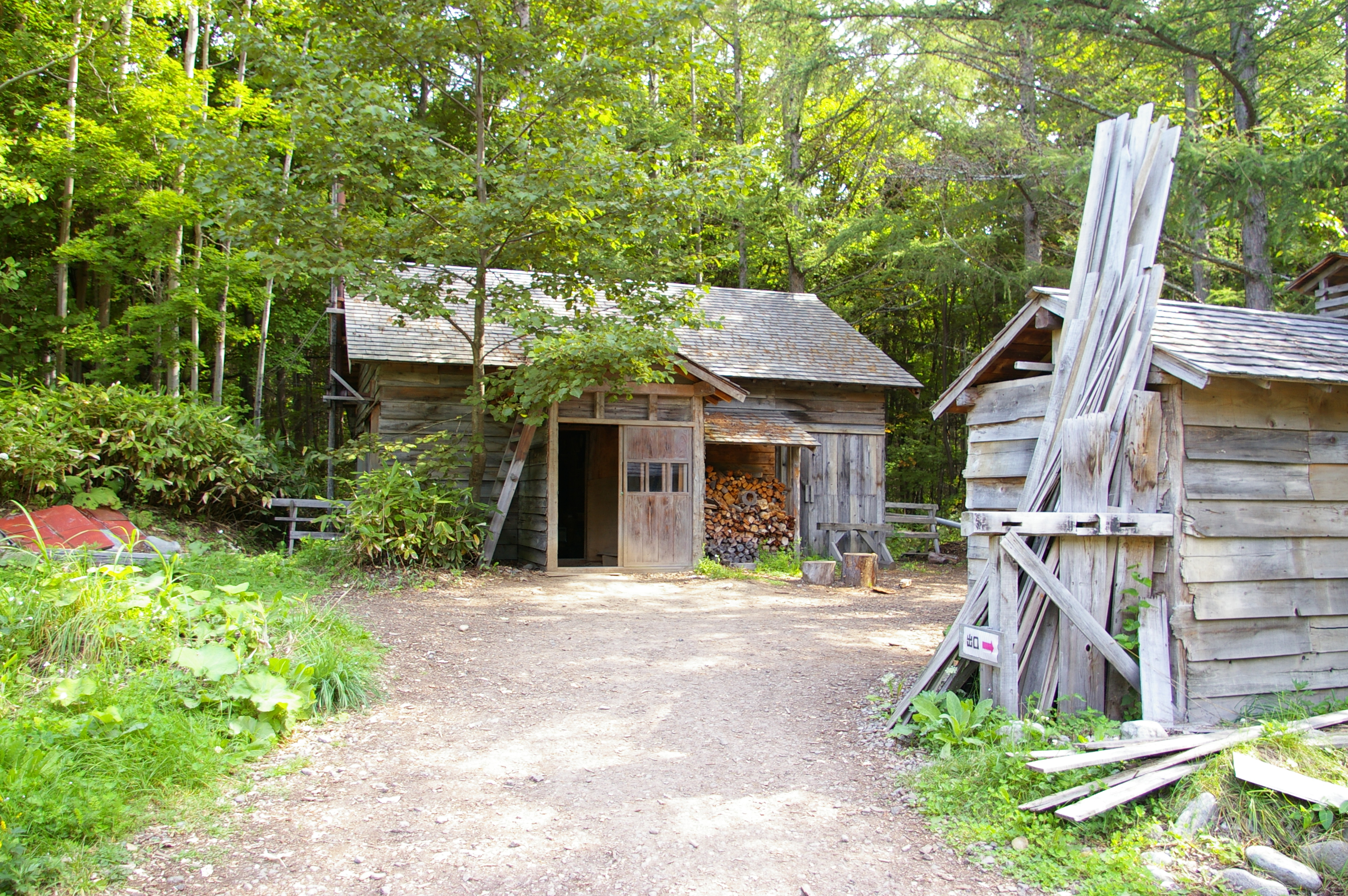
最初の家（2009年9月）

郊外エリア
- ふらのワイン工場（富良野市ぶどう果樹研究所）[61]
- ふらのワインハウス[62]
- ふらのぶどう果汁工場
- ハイランドふらの[63]
- 鳥沼公園
- 春よ、来いの木[64]
- 富良野ゴルフコース
- 私設万華鏡学校 ふらび[65]
- 山部＠まるごと体験村[66]
- 山部自然公園太陽の里[67]
- 東大演習林樹木園

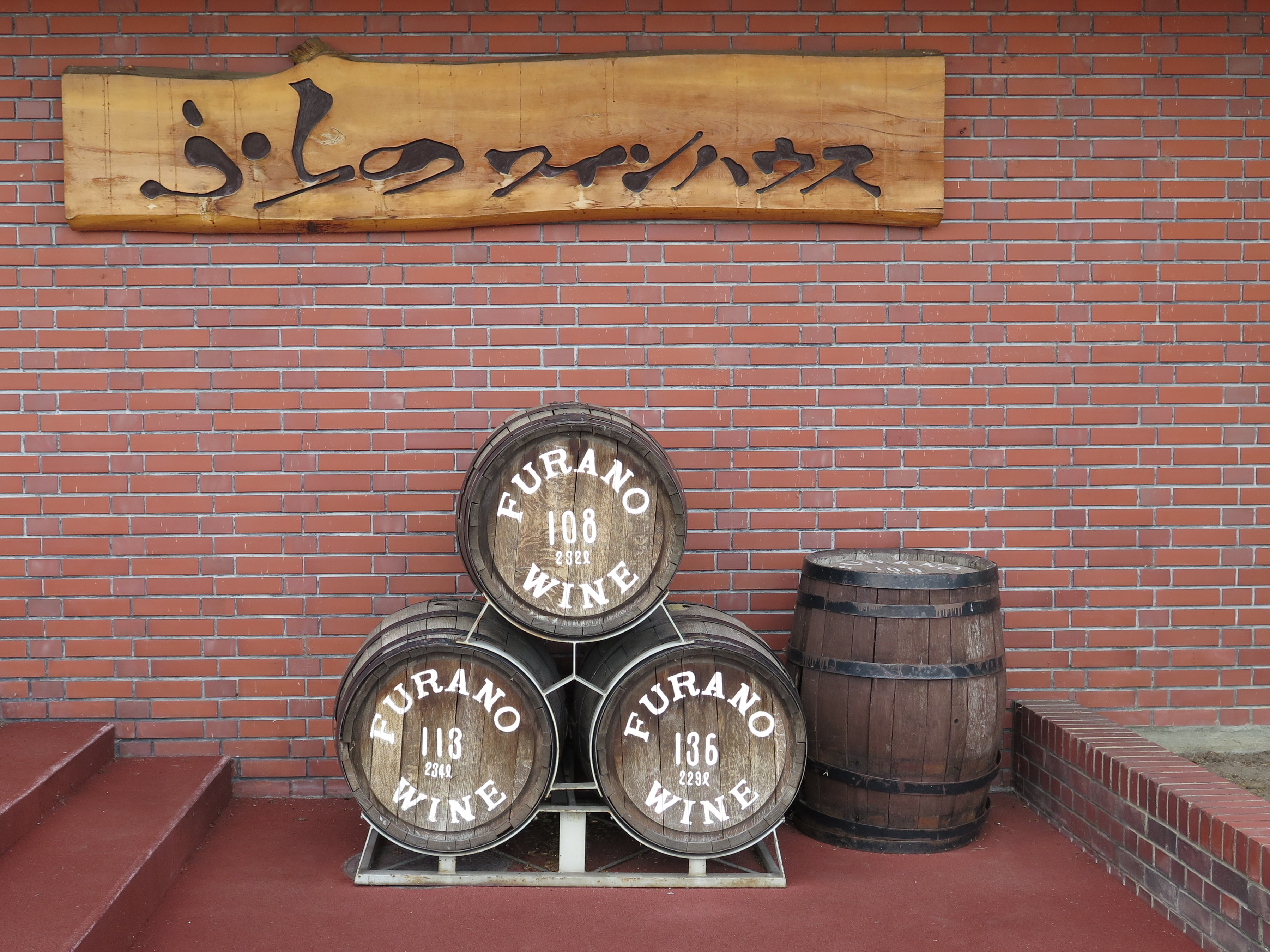
ふらのワインハウス（2015年8月）

## 文化･名物

### 祭事･催事
- GREAT EARTH FURANO Ride（6月）[68]
- 北海イカダくだり in 空知川（7月）
- 北海へそ祭り（7月28日・29日）
- ゆうふれ音楽祭（8月）
- ふらの花火大会（8月）[69]
- 富良野神社例大祭（8月25・26日）
- ふらのワインぶどう祭り（9月）
- ふらのチーズ祭り（9月）
- ふらの歓寒村（12月から3月）

### 名産･特産
富良野で収穫した農産品やそれらを使ったチーズ・ワイン・スイーツはじめ、ラベンダーや、北海道の中心「へそのまち」に関する商品、レトルト食品やソースなどがある。ご当地グルメとして「富良野オムカレー」があり、「富良野オムカレー推進協議会規約」を設けている。富良野産の食材に拘ったふらのバーガーも人気となっている。

### 団体
演劇
- 富良野GROUP

### スポーツ
- 富良野ブルーリッジ（北海道ベースボールリーグ）

## 出身･関連著名人

### 名誉市民
「富良野市の概要」参照
- 竹内武夫
- 名取マサ
- 植木吉太郎
- 鎌田繁雄
- 高松竹次
- 奥野善造
- 高井弥太郎
- 滝口国一郎
- 藤野貞雄
- 山谷馨（倉本聰）

### 出身著名人
50音順
- 伊吹秀明（作家）
- 忍博次（社会福祉学者）
- 櫛部武俊（社会運動家）
- 操上和美（写真家）
- 下田正美（アニメーション演出家・監督）
- 杉尾聖二（歌手）
- 瀬川あやか（シンガーソングライター・富良野観光親善大使）
- 中原准一（農業経済学者）
- 中村宏之（陸上競技指導者）
- 林ゆめ（グラビアアイドル・レースクイーン）
- BBゴロー（芸人・怪談師）
- 宮本美智子（ノンフィクション作家）
- 吉岡健太郎（プロスノーボーダー）

### ゆかりのある人物
50音順
- 岩野貞雄（ワイン醸造家）
- 上野砂由紀（ガーデンデザイナー）
- 小野州一（洋画家）
- 木村公宣（木村公宣スキースクール富良野代表。元アルペンスキー選手）
- 熊川哲也（バレエダンサー）
- 倉本聰（脚本家・劇作家・演出家。富良野自然塾・富良野GROUP主宰[75][76]）
- 中村千幹（開拓者）
- 福島カツシゲ（お笑い芸人。COLORSメンバー）
- 蛍原徹（お笑い芸人。ふらの観光大使[77]）
- 松井博和（農芸化学者。ふらのふるさと大使[78]）

### マスコット
- へそ丸

## 富良野市を舞台とした作品

### 番組
- 『にこにこぷん』

### テレビドラマ
- 『北の国から』
- 『ラストクリスマス』
- 『優しい時間』
- 『華麗なる一族』
- 『風のガーデン』
- 『ラブレイン』

### 映画
- 『学校II』

### 音楽
歌
- 斉藤竜明「フラノの歌」

## 参考資料
- “富良野市中心市街地活性化基本計画について” (PDF).  都市計画協会 (2009年). 2016年4月6日閲覧。
- “富良野・美瑛 ちょっと暮らすように旅をする〜ふらのびえい田園休暇街道 〜富良野・美瑛 広域観光圏整備計画〜” (PDF).  観光庁. 2016年3月30日閲覧。
- “平成27年度 富良野市の概要” (PDF).   富良野市 (2015年). 2016年4月4日閲覧。